# PH 16

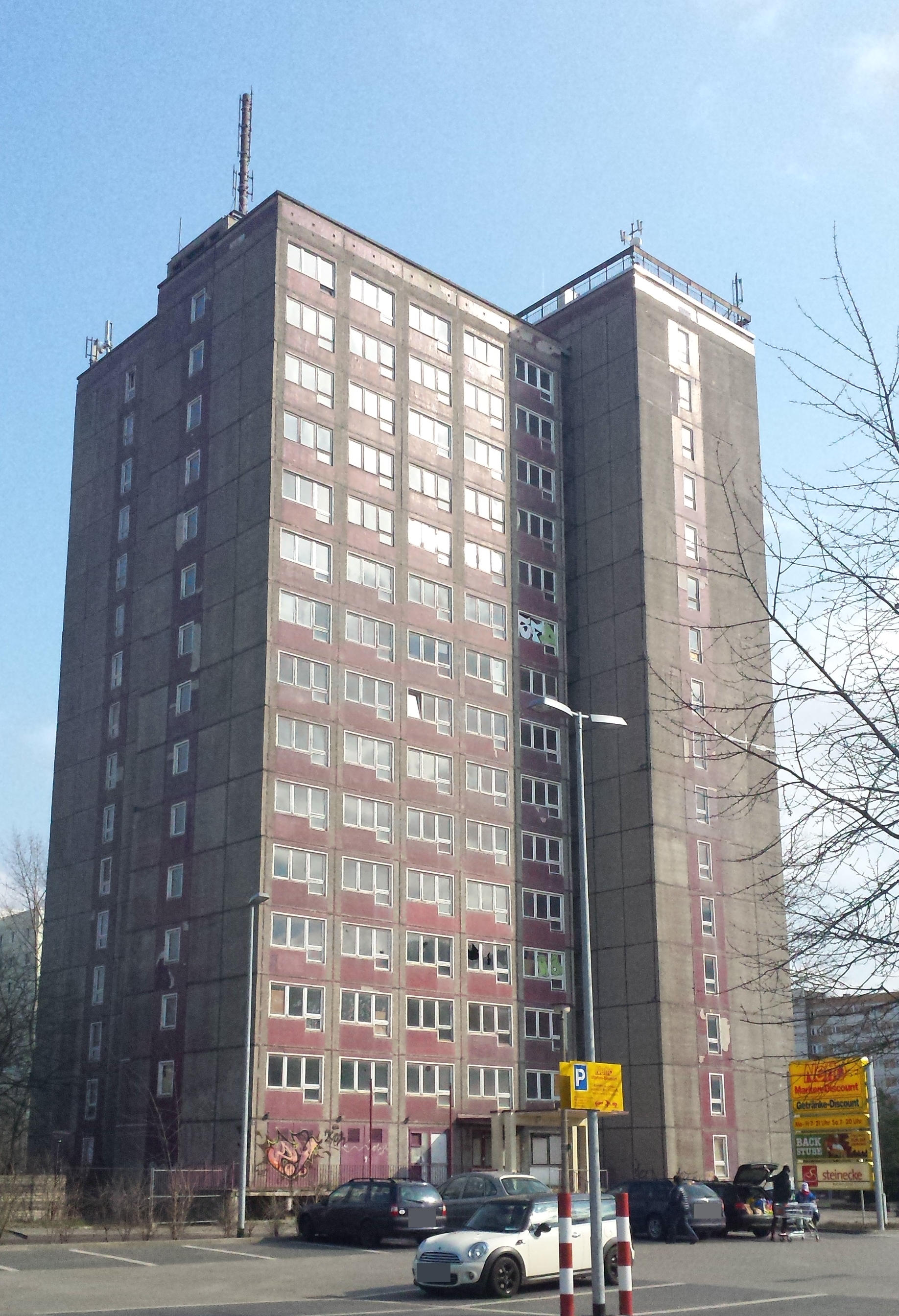
Магдебург, вул. Ціолковського, 10, до утеплення

PH 16 (нім. Punkthochhaus mit 16 Geschossen – точкова висотна будівля з 16 поверхами) — проєкт 16-поверхового великопанельного житлового будинку, розроблений у 1969 р. на домобудівельному комбінаті в Ерфурті. Поза цим містом будувалися в Липську (Ляйпціґу), Магдебурзі та Гері; частину будівель знесено. Єдиний будинок поза межами Німеччини — в Україні в Черкасах.

## Опис
16-поверхова будівля складається з трьох бльоків по три помешкання на поверсі у кожному. Один із бльоків, зазвичай південний, 15-поверховий і на першому поверсі має вбудовані нежитлові приміщення, на даху можлива тераса. Два ліфти, розташовані один навпроти иншого, ходять тільки до 15 поверху, виходи на 16 поверх через зовнішні драбини, які є також виходами на техповерх. Передбачений сміттєпровід.
Відмінністю від проєктів, розроблених в Україні, є: відсутність бальконів квартир і незадимних сходів; кухня без вікон (всередині об'єму будівлі), з'єднана віконцем з вітальнею; окремі роздільні комори для кожного 3-квартирного бльоку.
Всі кроки будинку по 3,6 м, всі прогони по 4,8 м. Коридори по 1,5 м завширшки, сходова клітина 2,4 м. Розміри в пляні 29,7×29,7 м. Зовнішні стіни товщиною 21,5—29,5 см, з них 18 см бетон, 5 см пінополістирол, внутрішні несні стіни 14 см, міжкімнатні 4,5 см. Висота поверху 2,8 м, загальна висота будинку 50,485 м. Товщина перекрить 12 см.
Всього у будинку 132 помешкання: 28 однокімнатних по 32,1 м², 42 двокімнатних по 48,4 м², 58 трикімнатних по 64,7 м², 1 чотирикімнатне і 3 шестикімнатних. Площі кімнат: 19 м² перша і по 16,3 решта; кухня 4,6, санвузол 3,2, коридор 5,3. Загальна площа будинку 11472 м², житлова 7257.

## Світлини

### Ерфурт

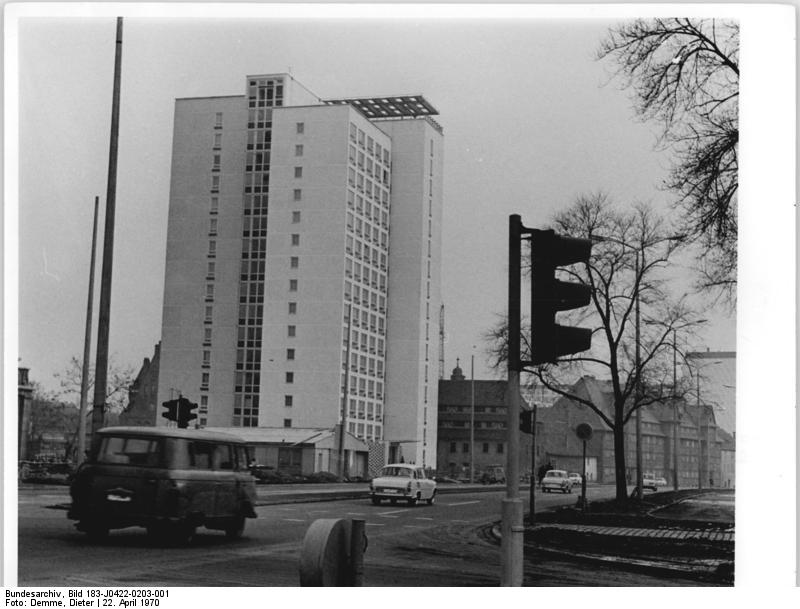
Кільце Юрія Гагаріна, 148, світлина 1970 р. — перший будинок серії (1969), готель для будівельників із перголою на даху. 1998 р. будівля була закинута, перебудована зі зменшенням поверховості у 2002 як житловий будинок «KoWo».
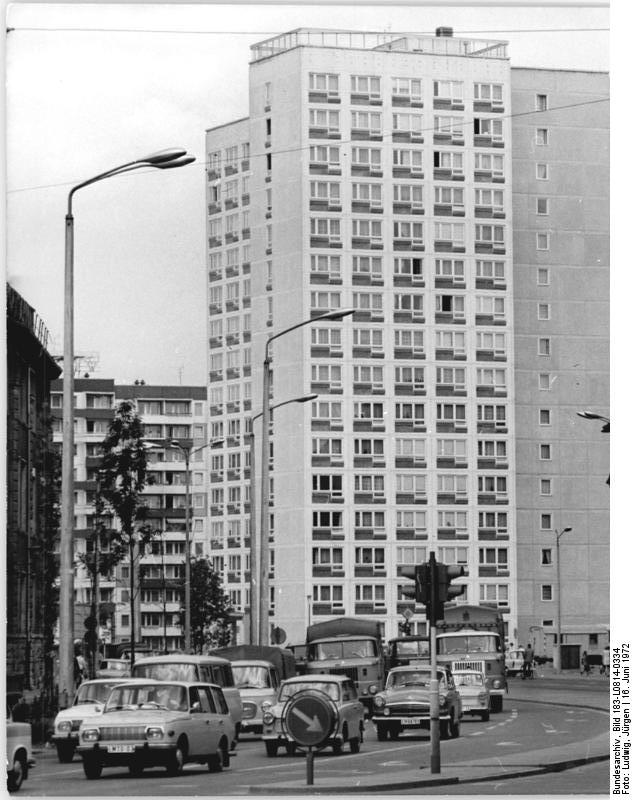
Кільце Юрія Гагаріна, 126а, світлина 1972 р.
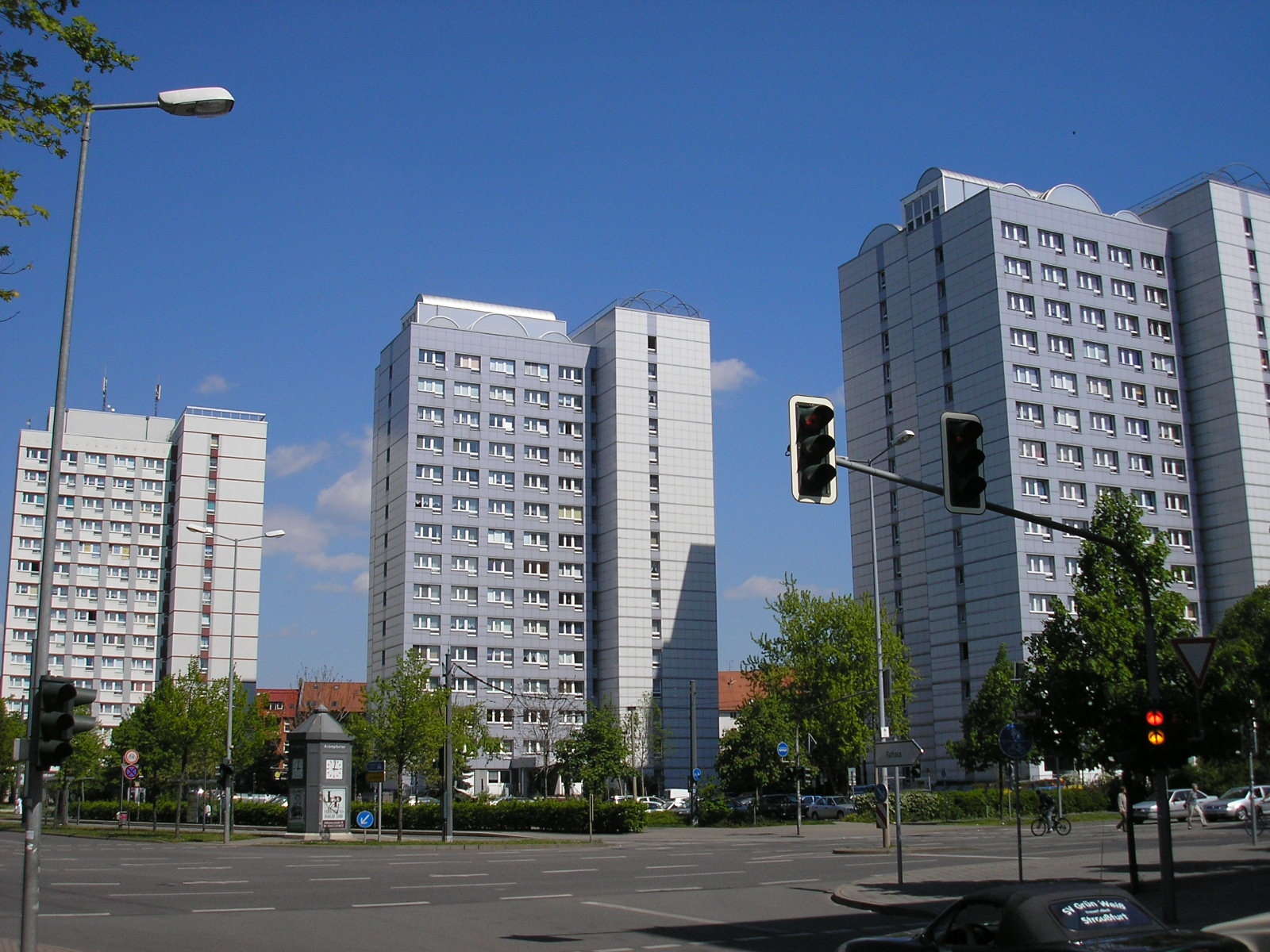
Кільце Юрія Гагаріна, 126 c, b і a
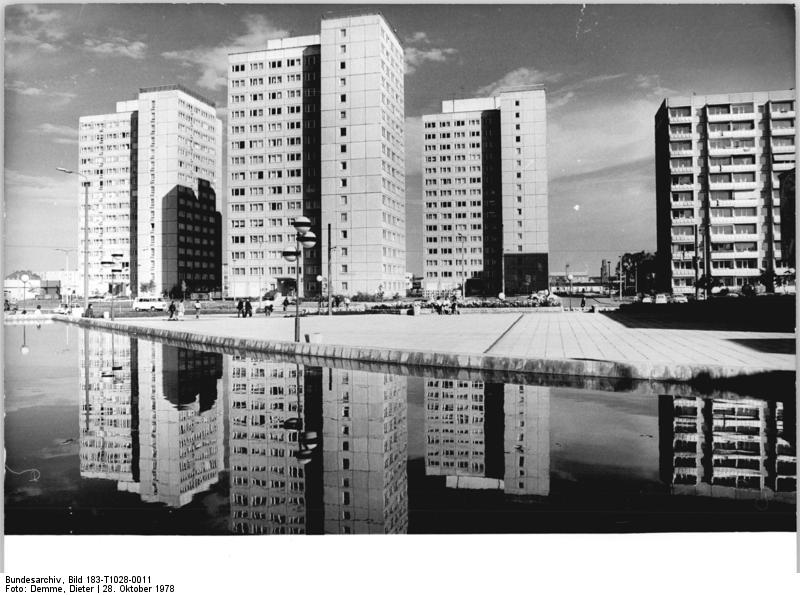
Рит, вул. Майнцер, 22, 21 і Каселер, 2, світлина 1978 р.
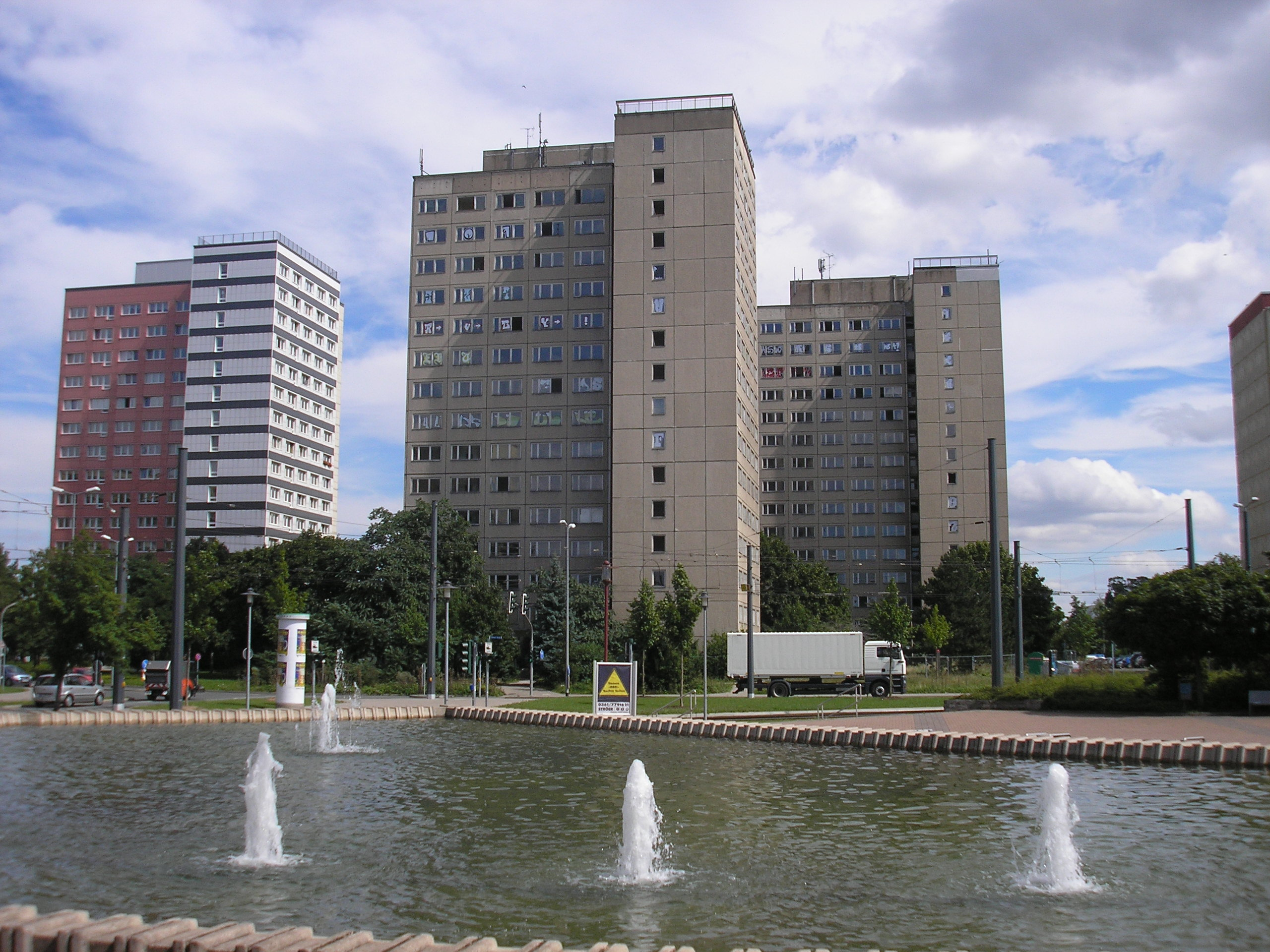
Рит, вул. Майнцер, 22, 21 і Каселер, 2

### Магдебург

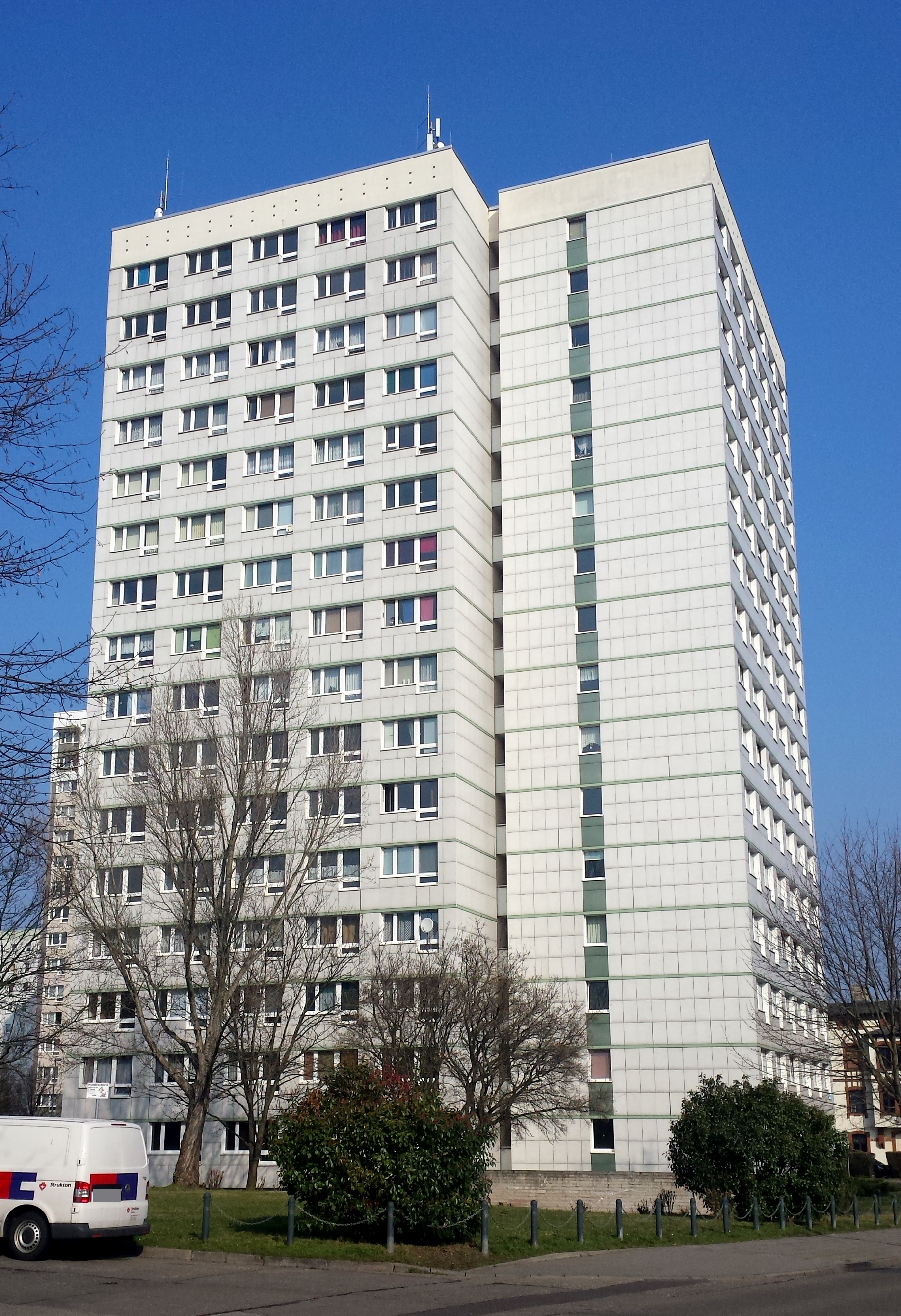
вул. Зальбкер, 8, 1977
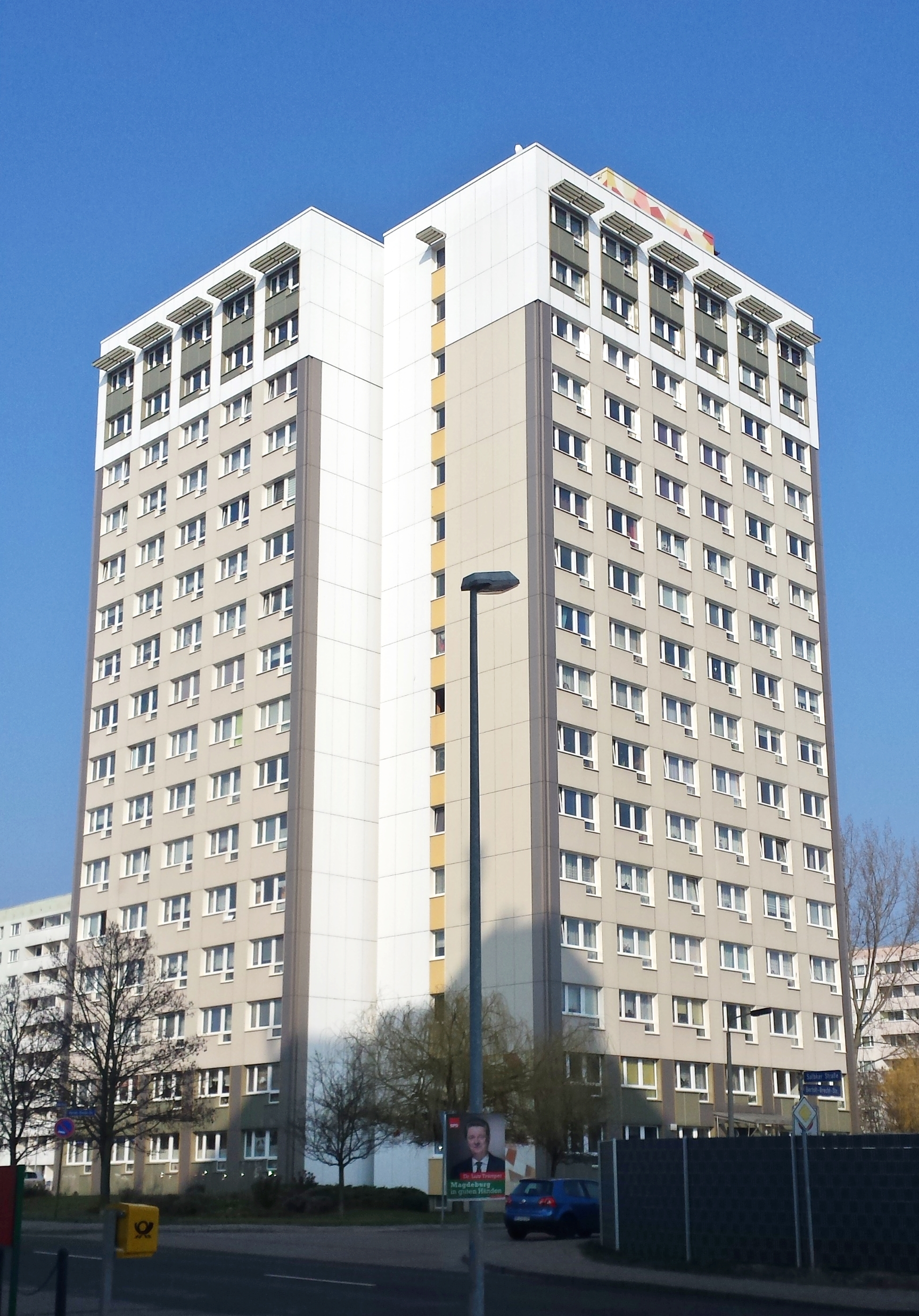
вул. Бертольда Брехта, 16, 1977
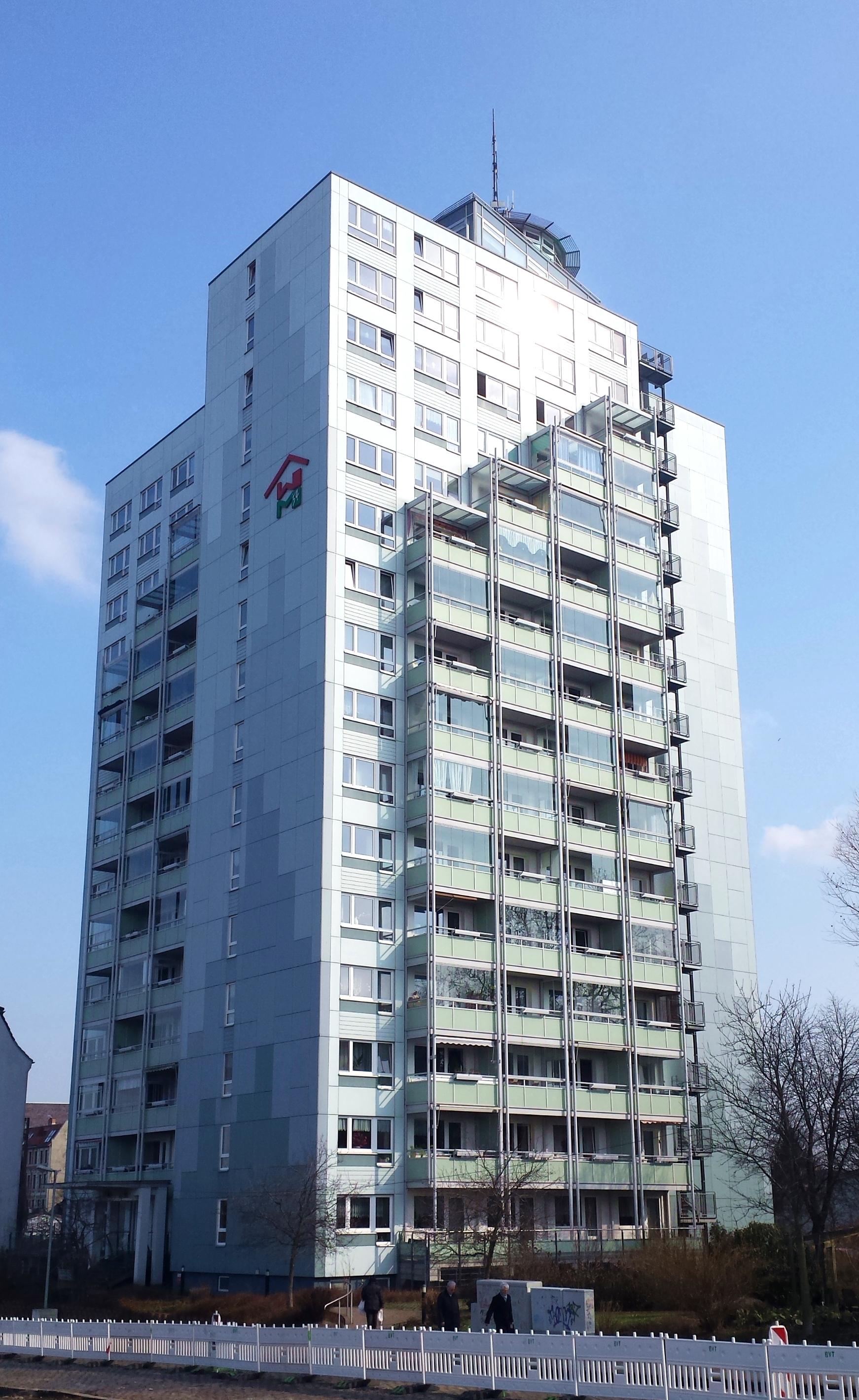
вул. Цоль, 1, 1979
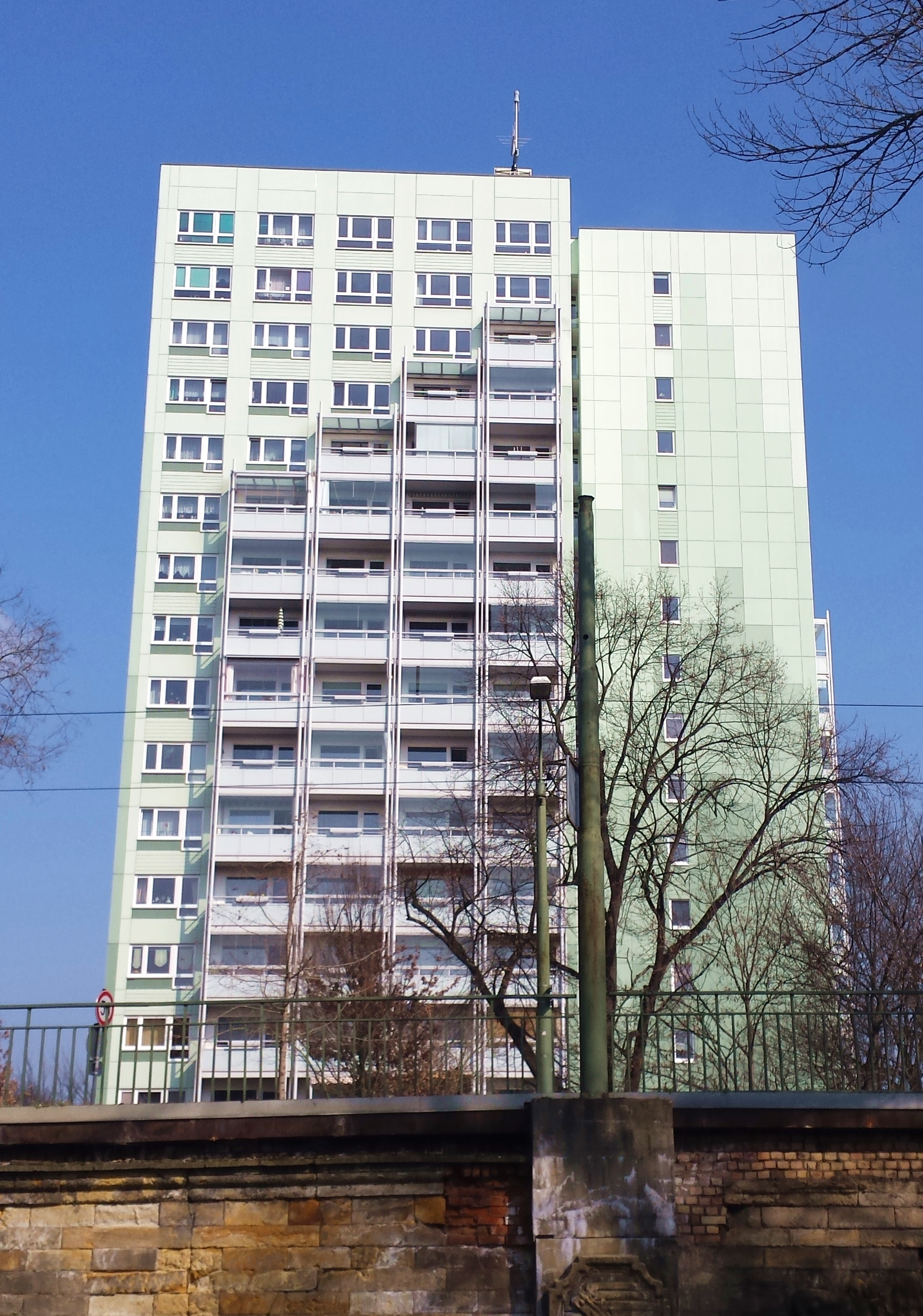
вул. Міттель, 2, 1979
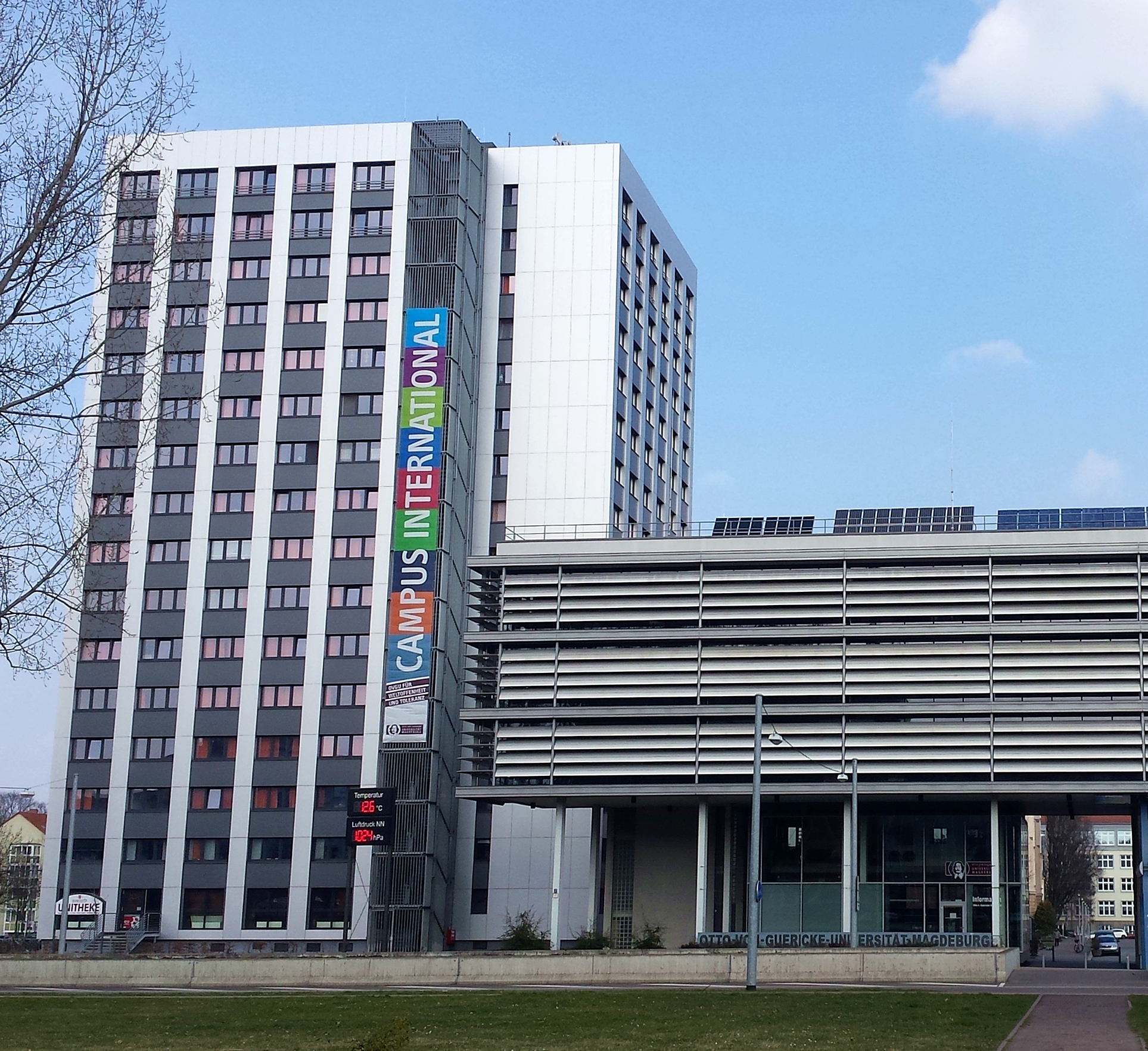
Університет Отто фон Ґеріке, «Campus Tower», 1982
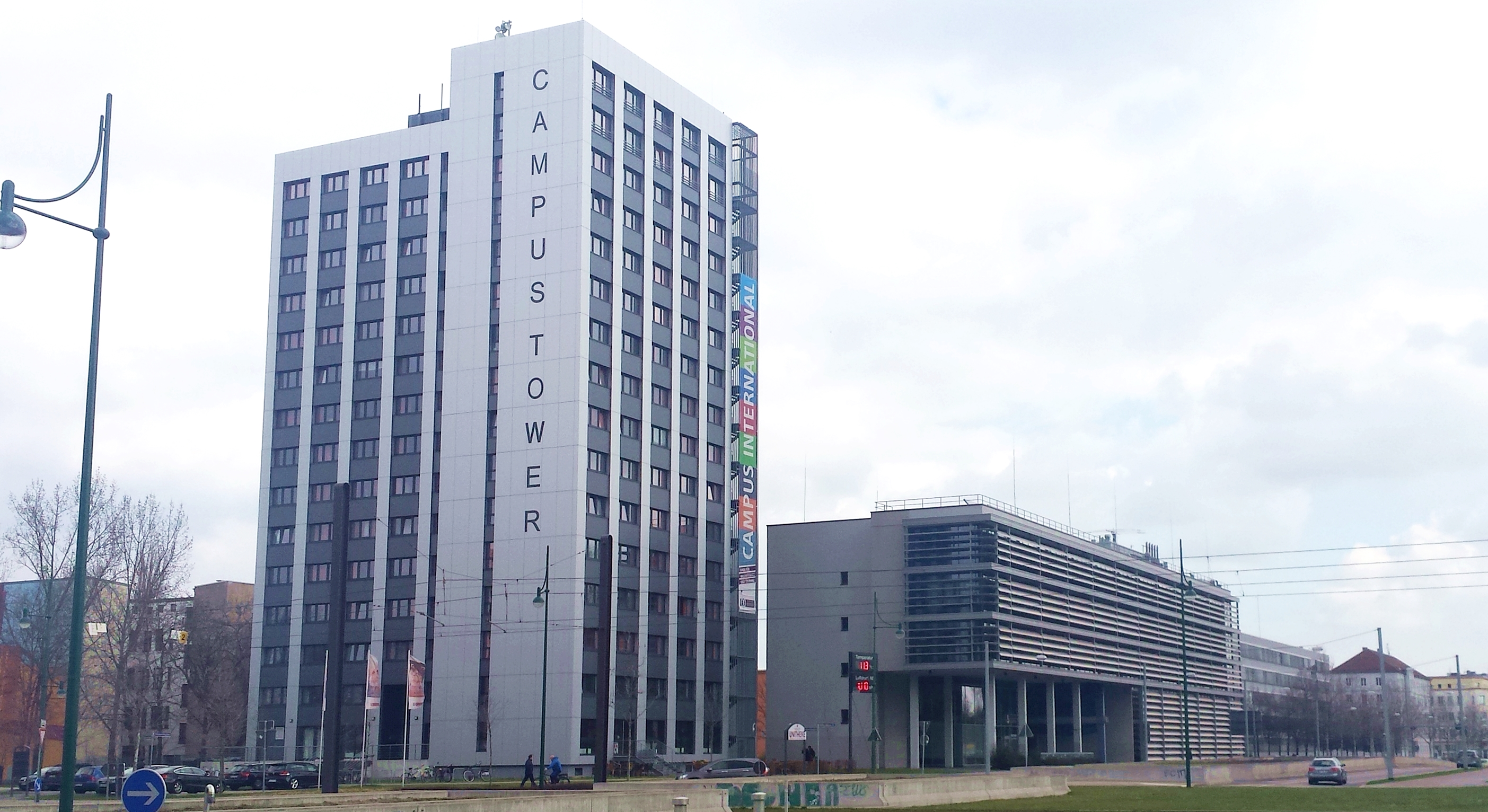
Університет Отто фон Ґеріке, «Campus Tower», 1982
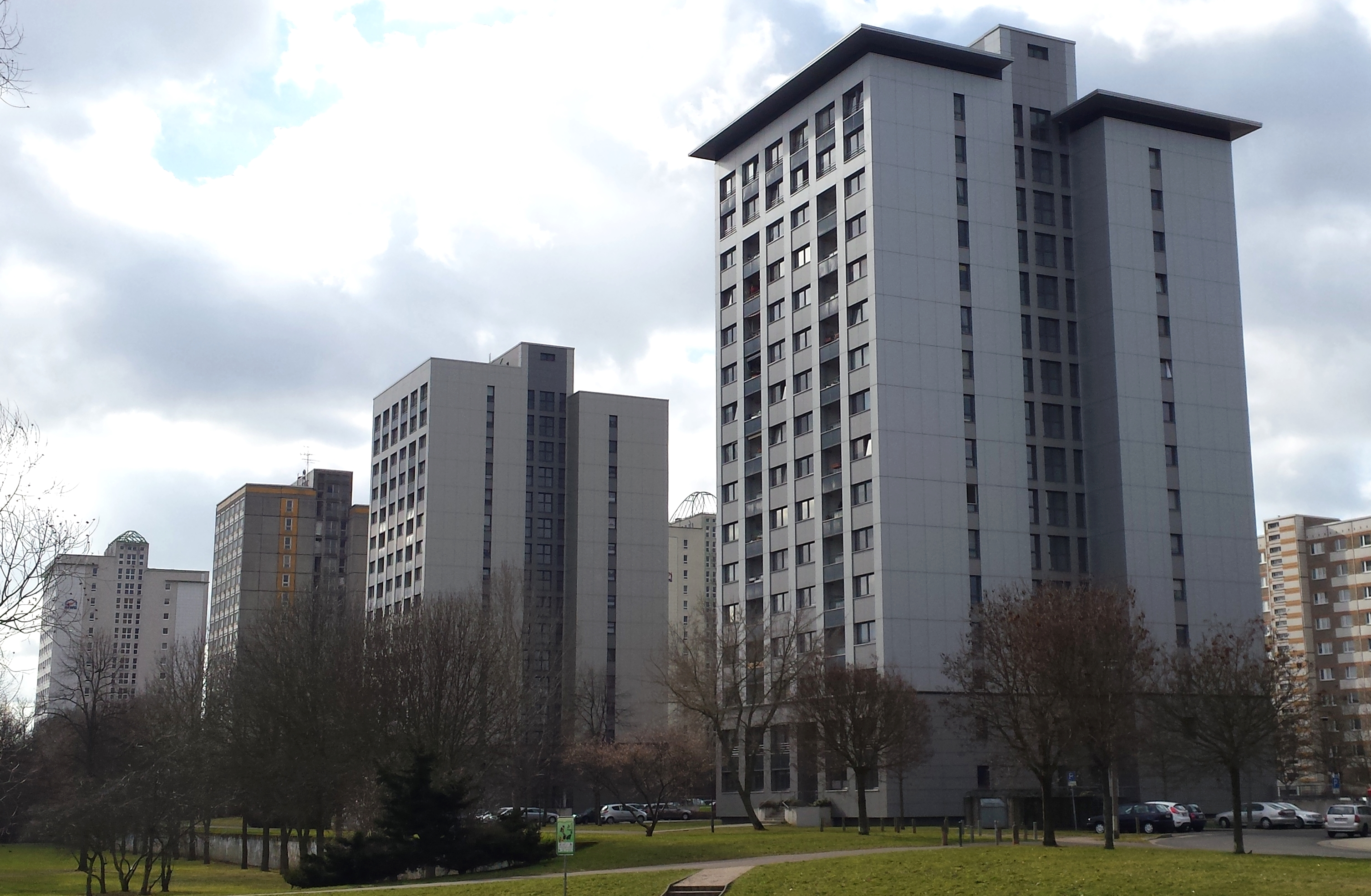
Нойштадтер-Зее, На Березі Озера, від нас 8, 9, 10 (нині знесений) і вул. Сальвадора Альєнде, 32
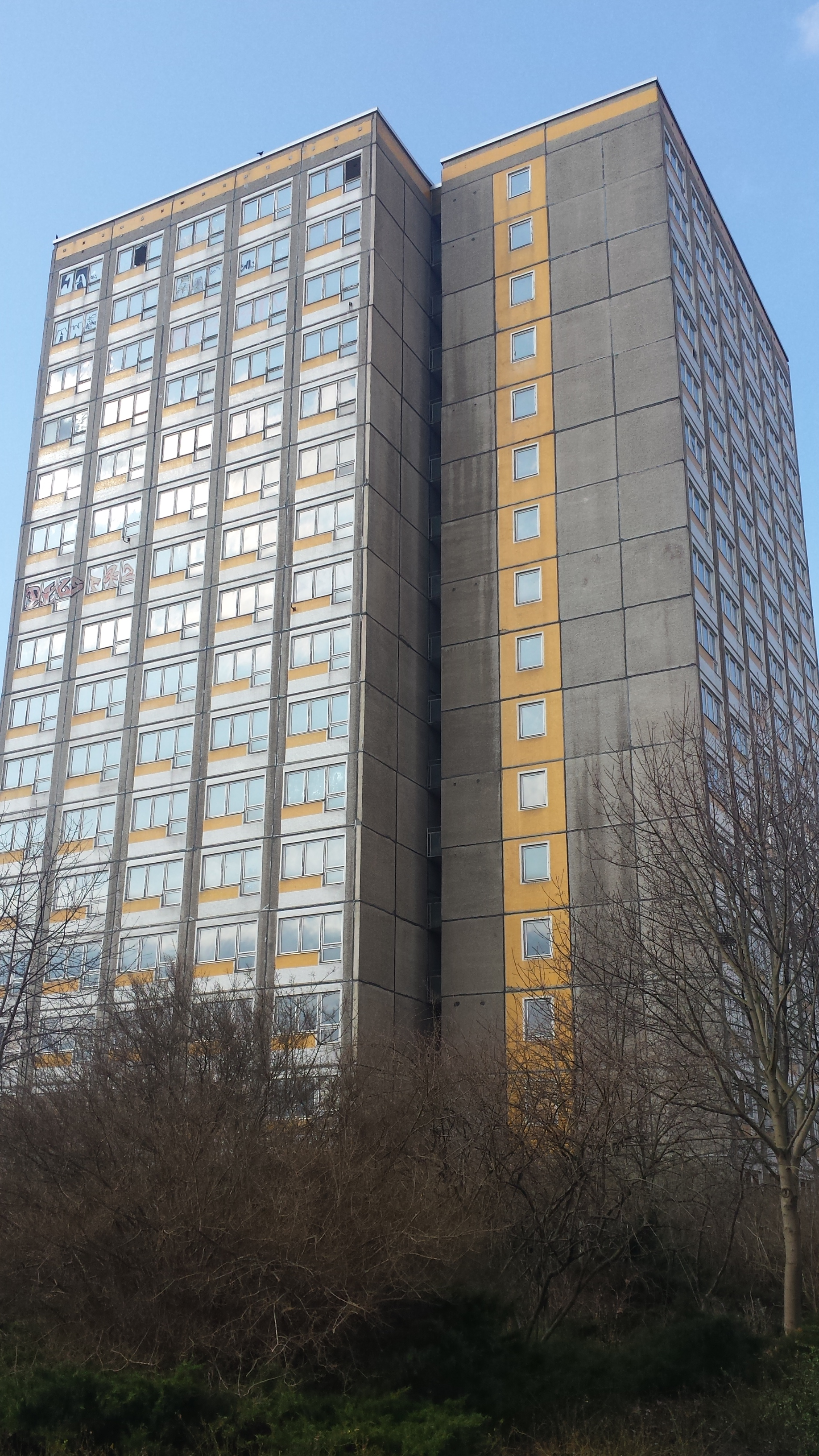
Нойштадтер-Зее, На Березі Озера, 10, нині знесений
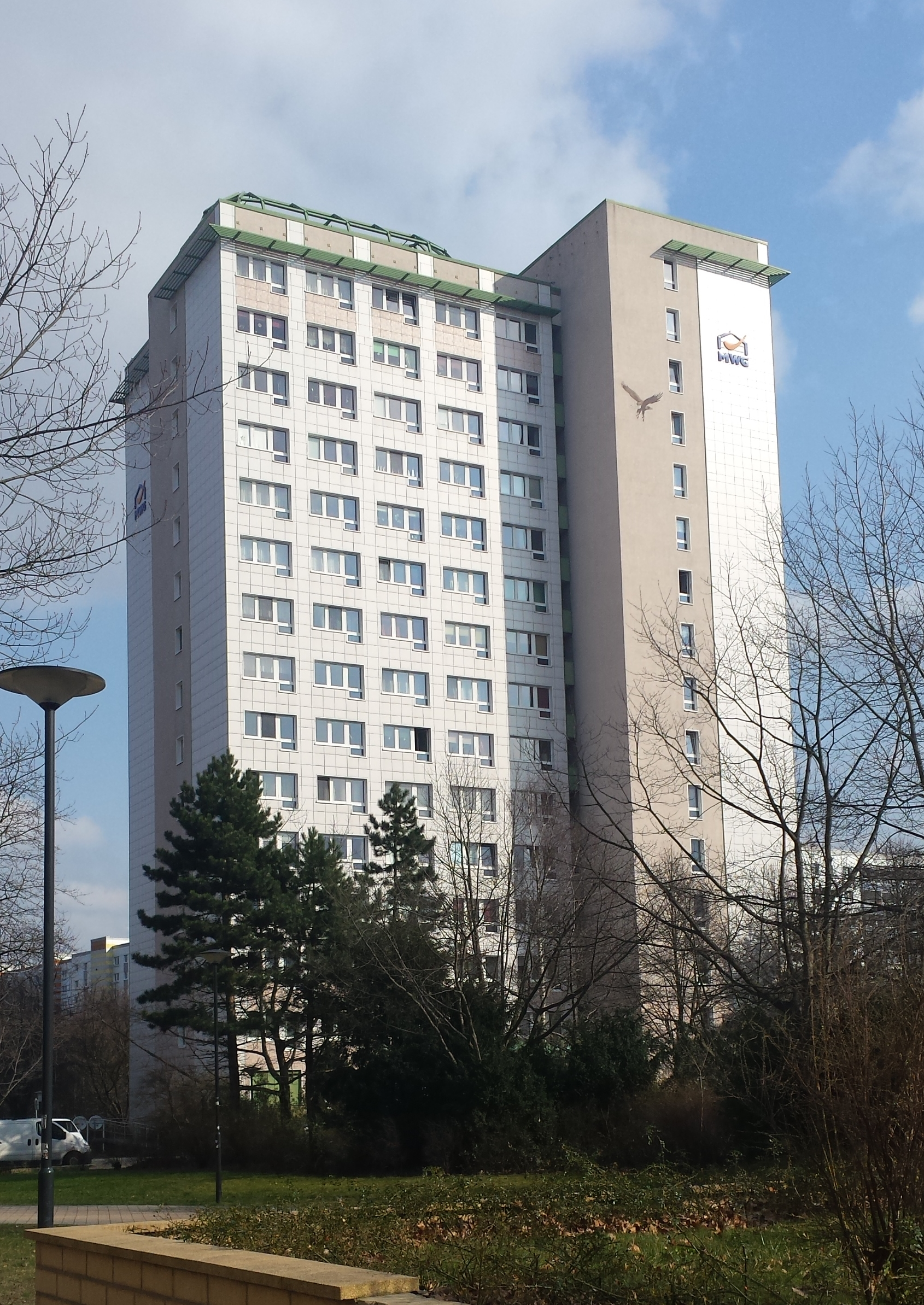
Нойштадтер-Зее, вул. Сальвадора Альєнде, 32
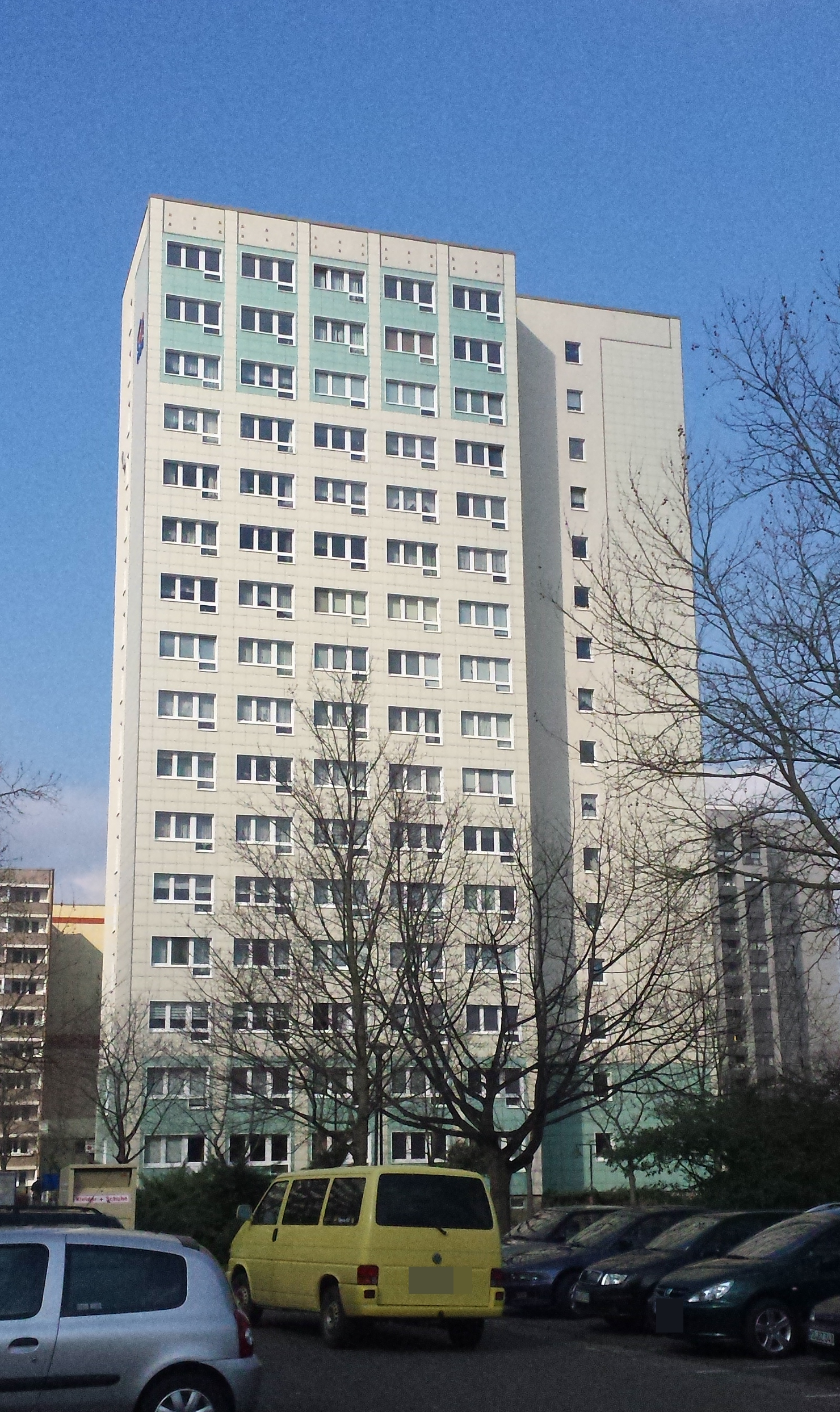
Нойштадтер-Зее, Schrotebogen 12
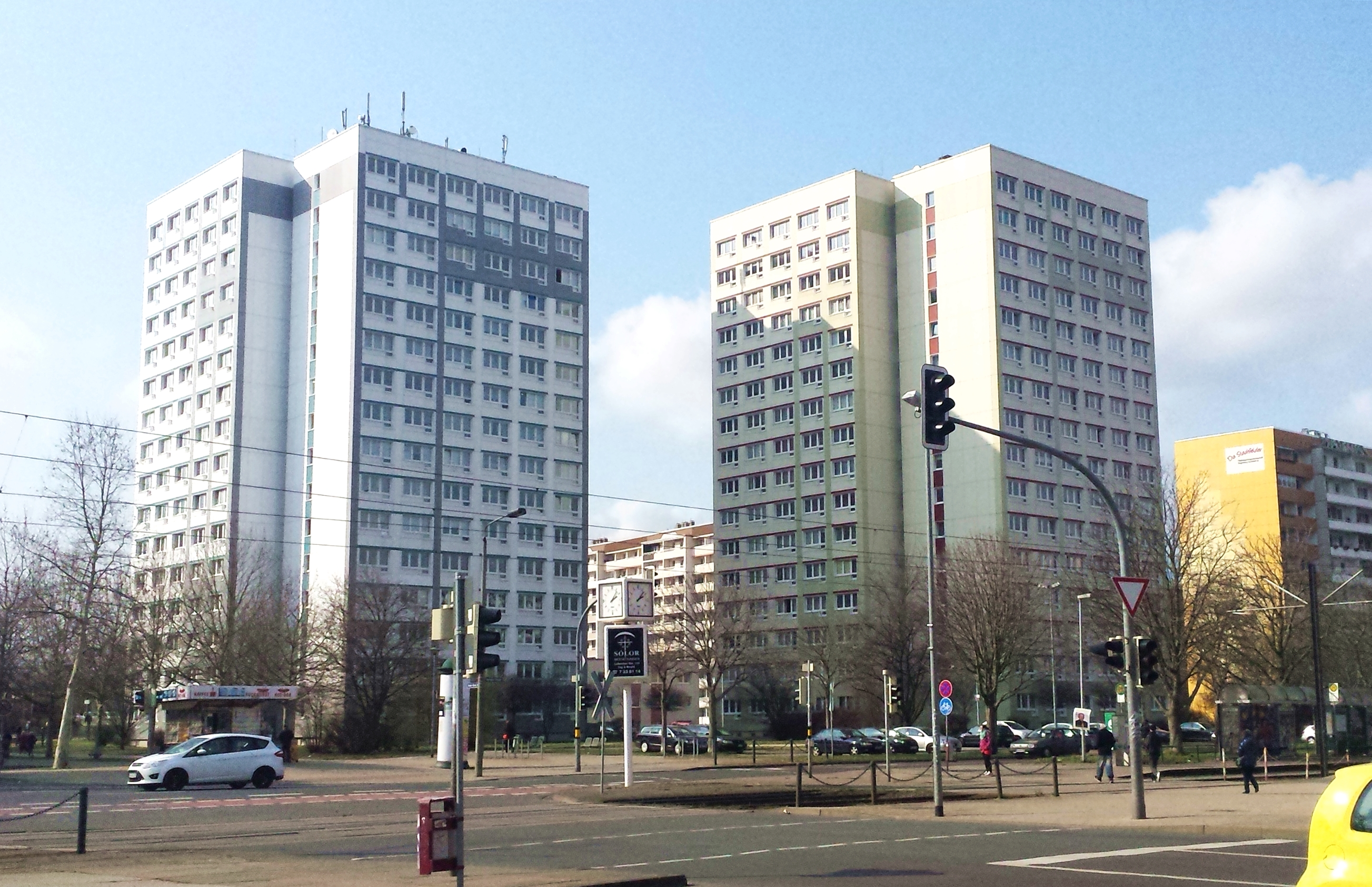
Нойштадтер-Зее, вул. Доктора Гроша, 4 і 3
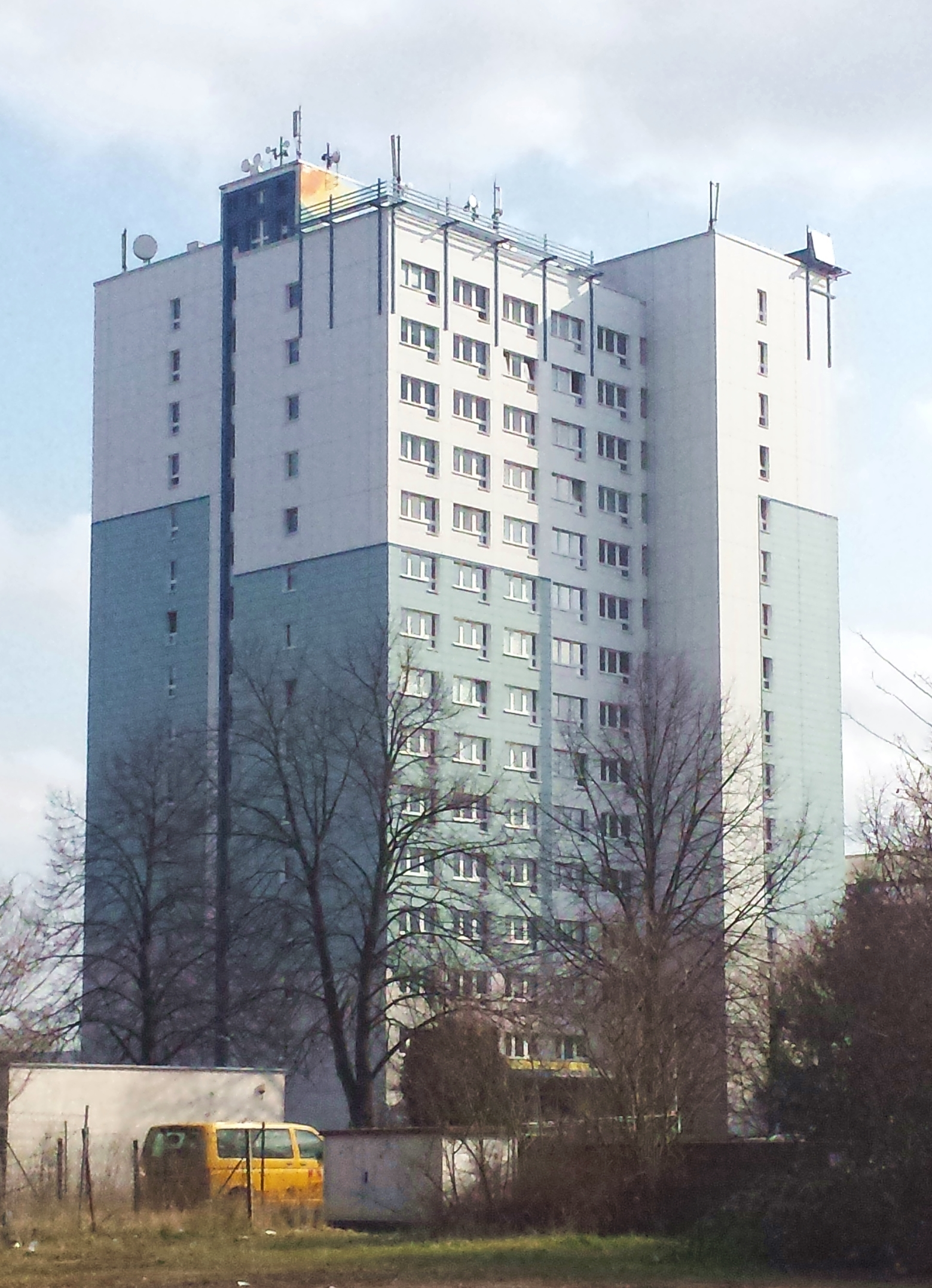
«Кібергауз», 1983
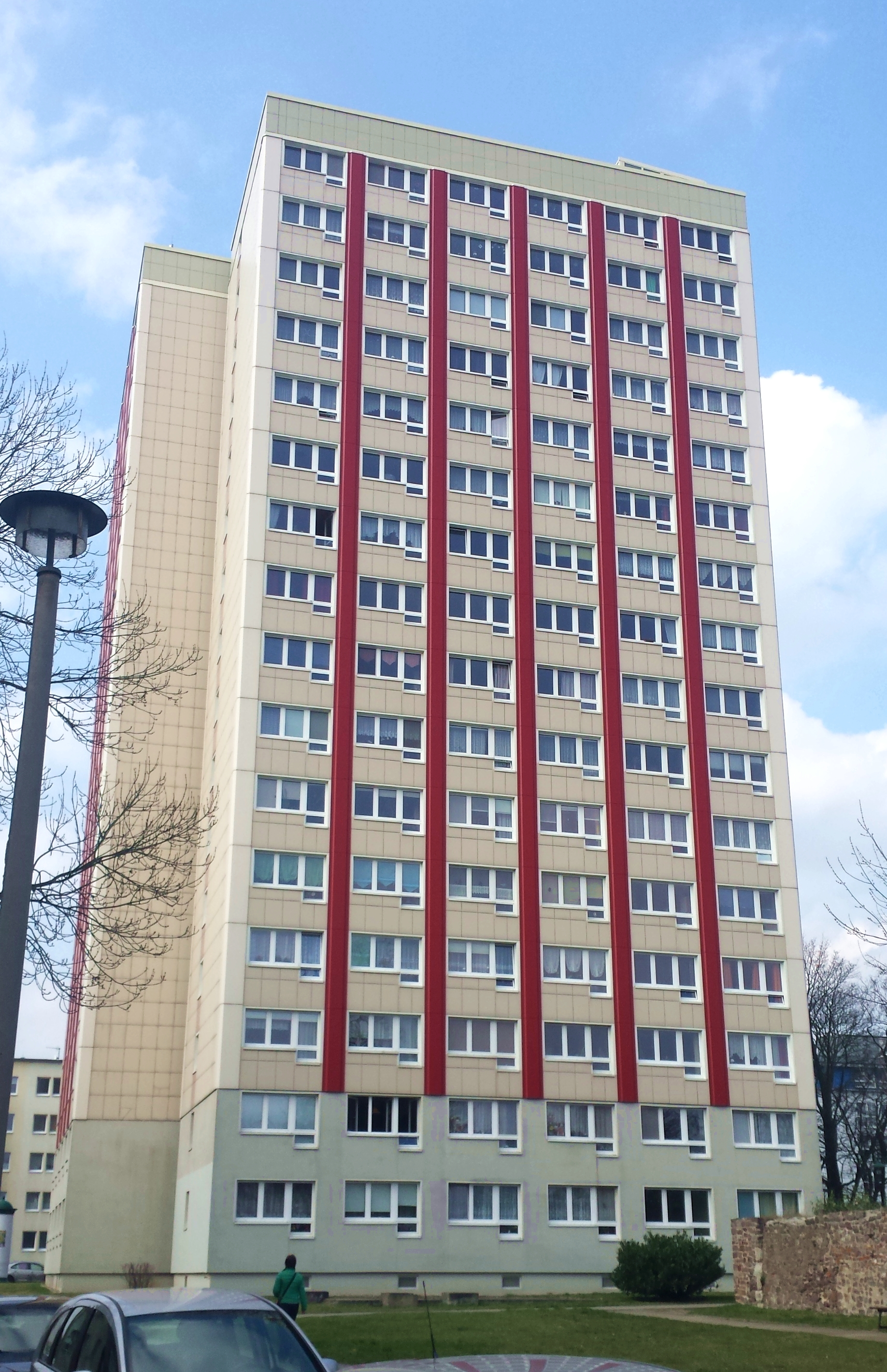
вул. Густава Адольфа, 2

### Липськ

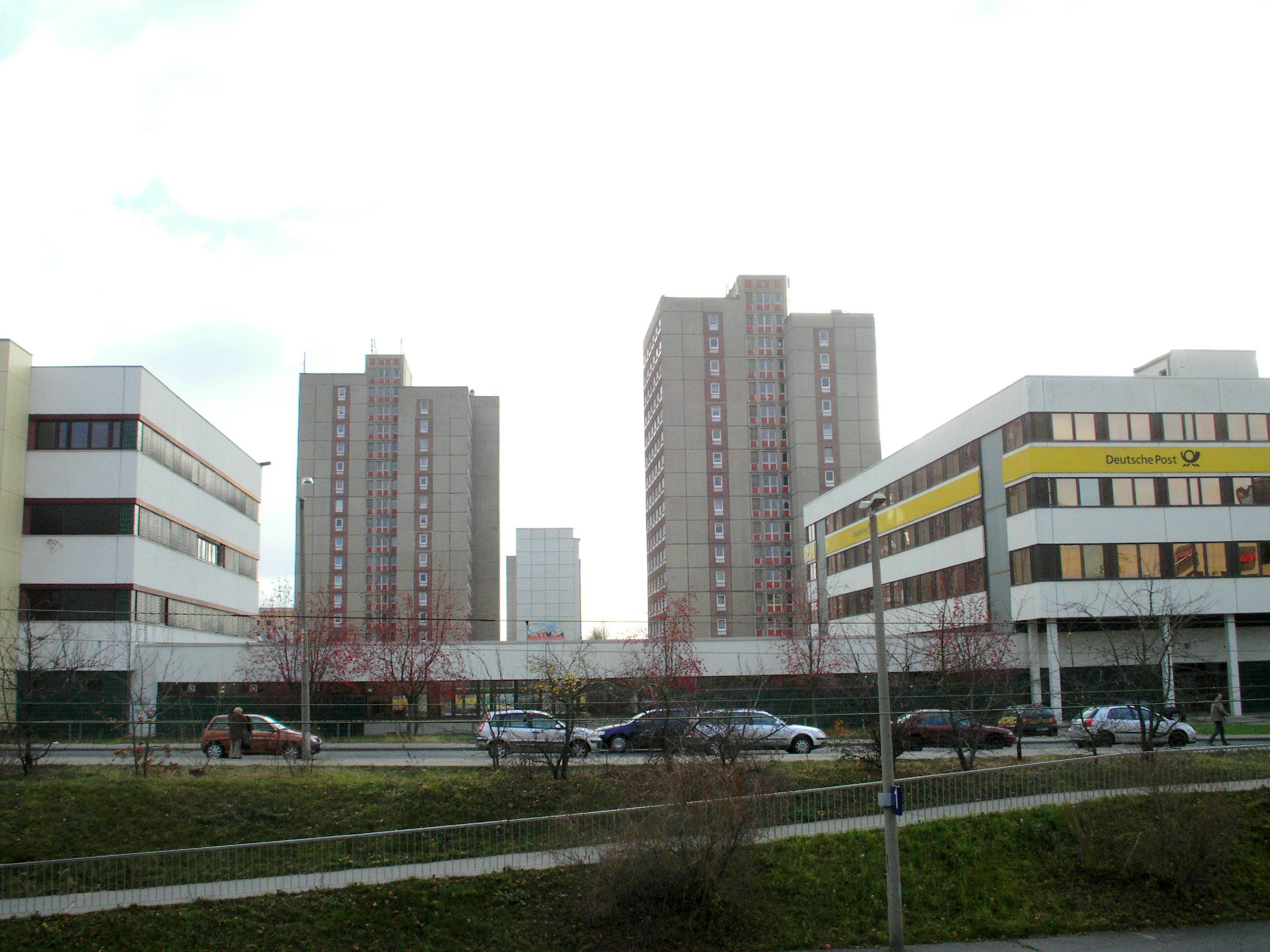
Ґрюнау, видна різниця в поверховості бльоків
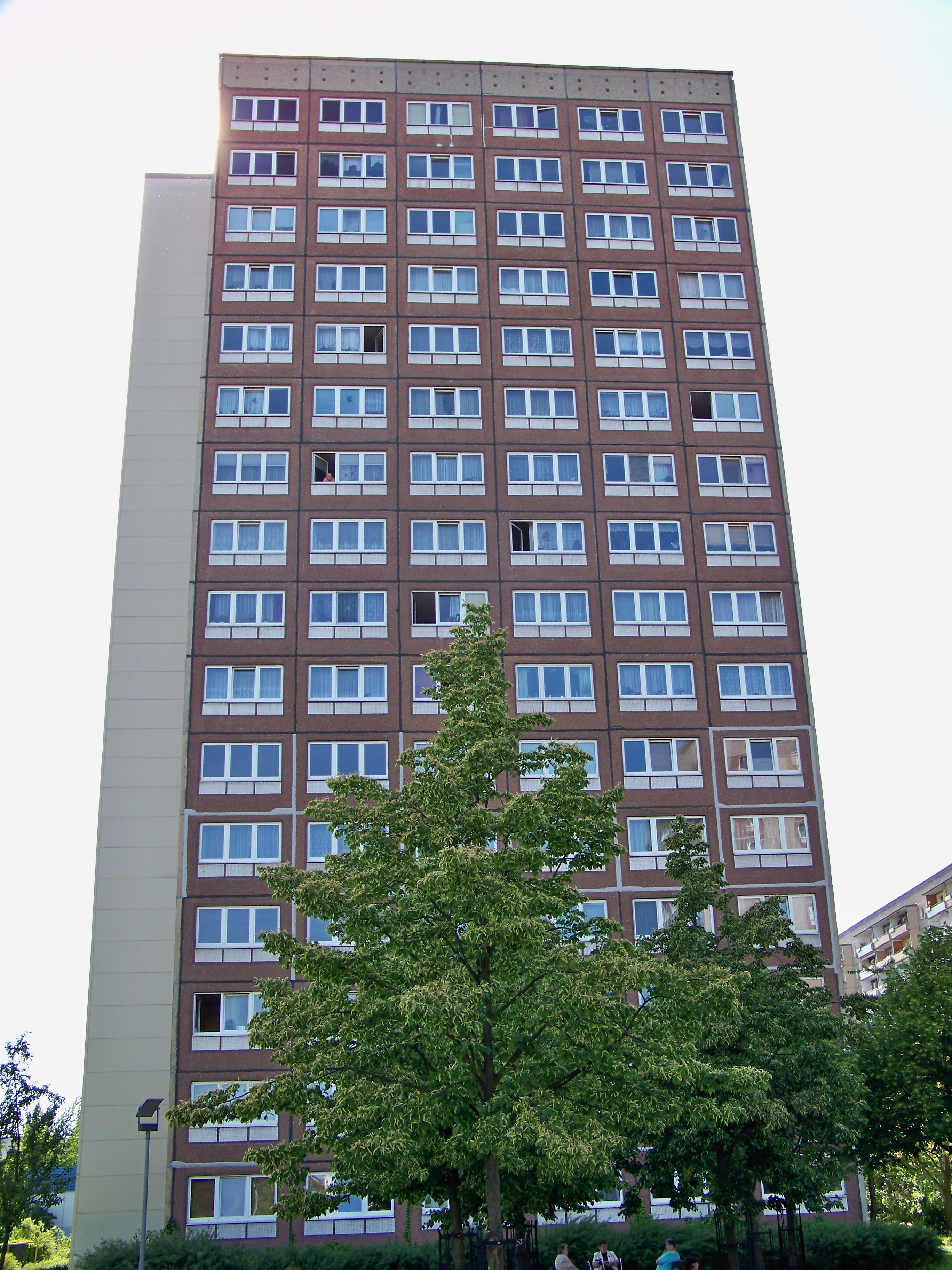
Ґрюнау
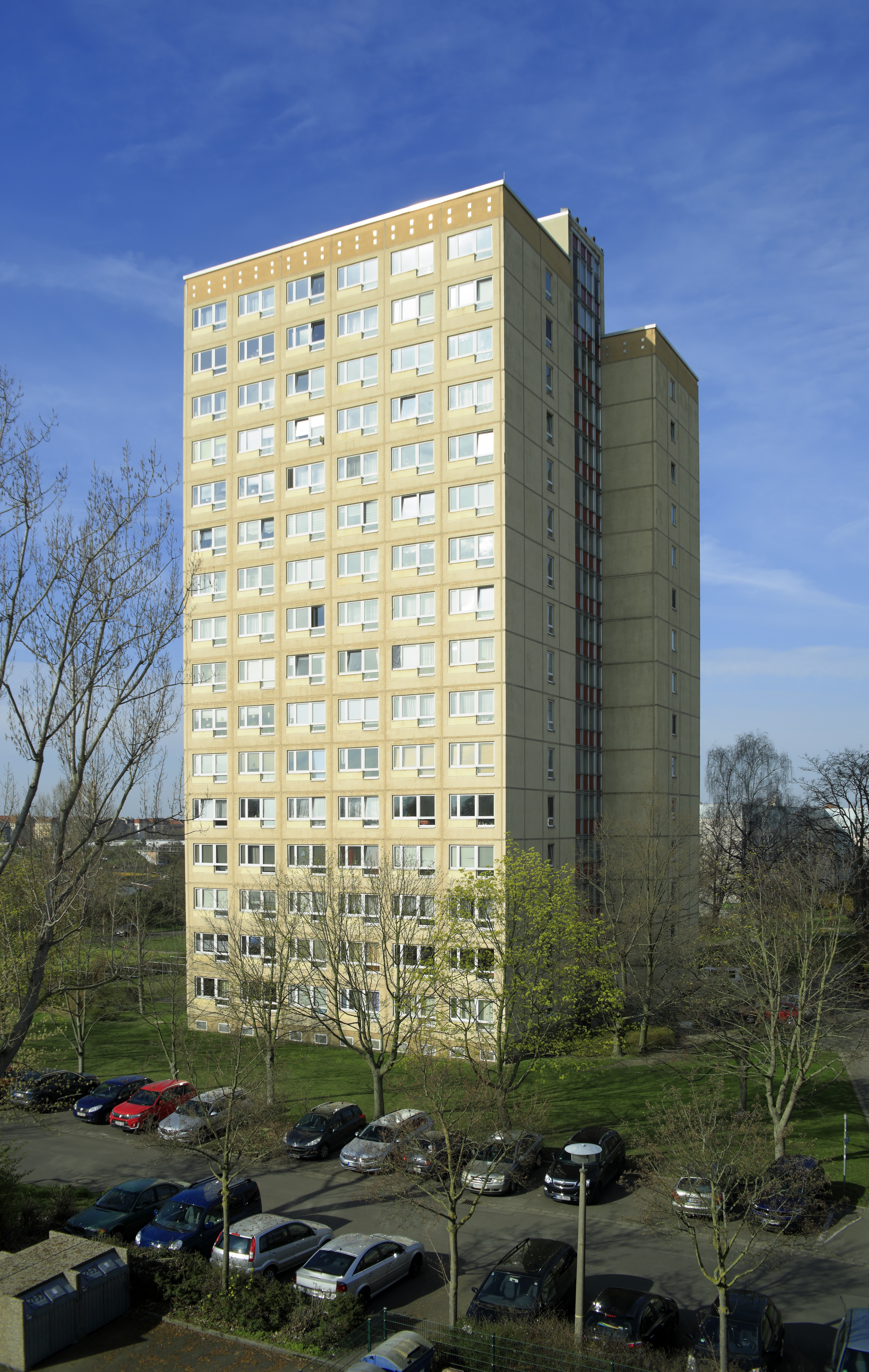
Шонефельд, вул. Фрица Зимона, 26
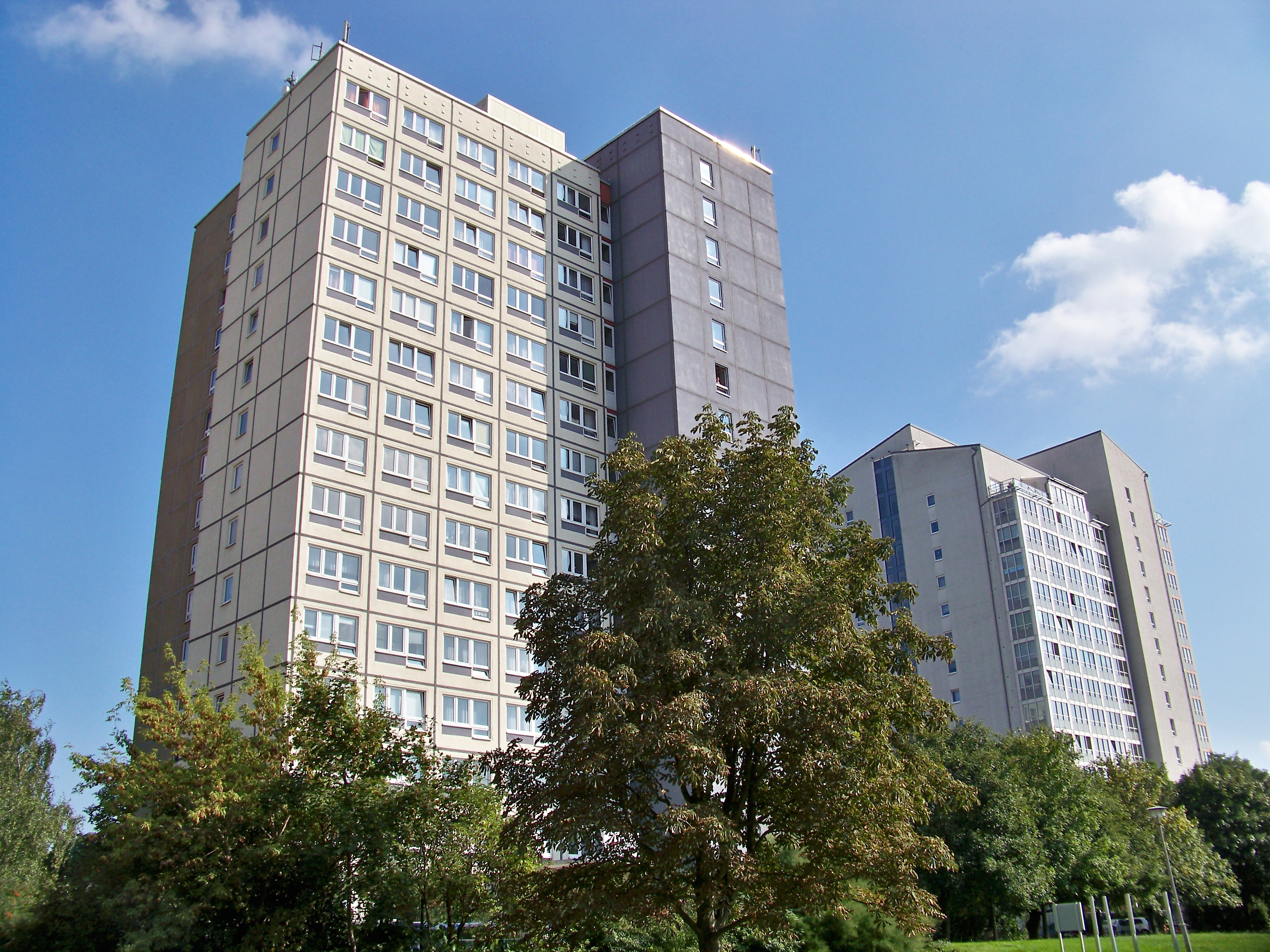
Шонефельд, вул. Бестляйн, 8 і перебудований 10
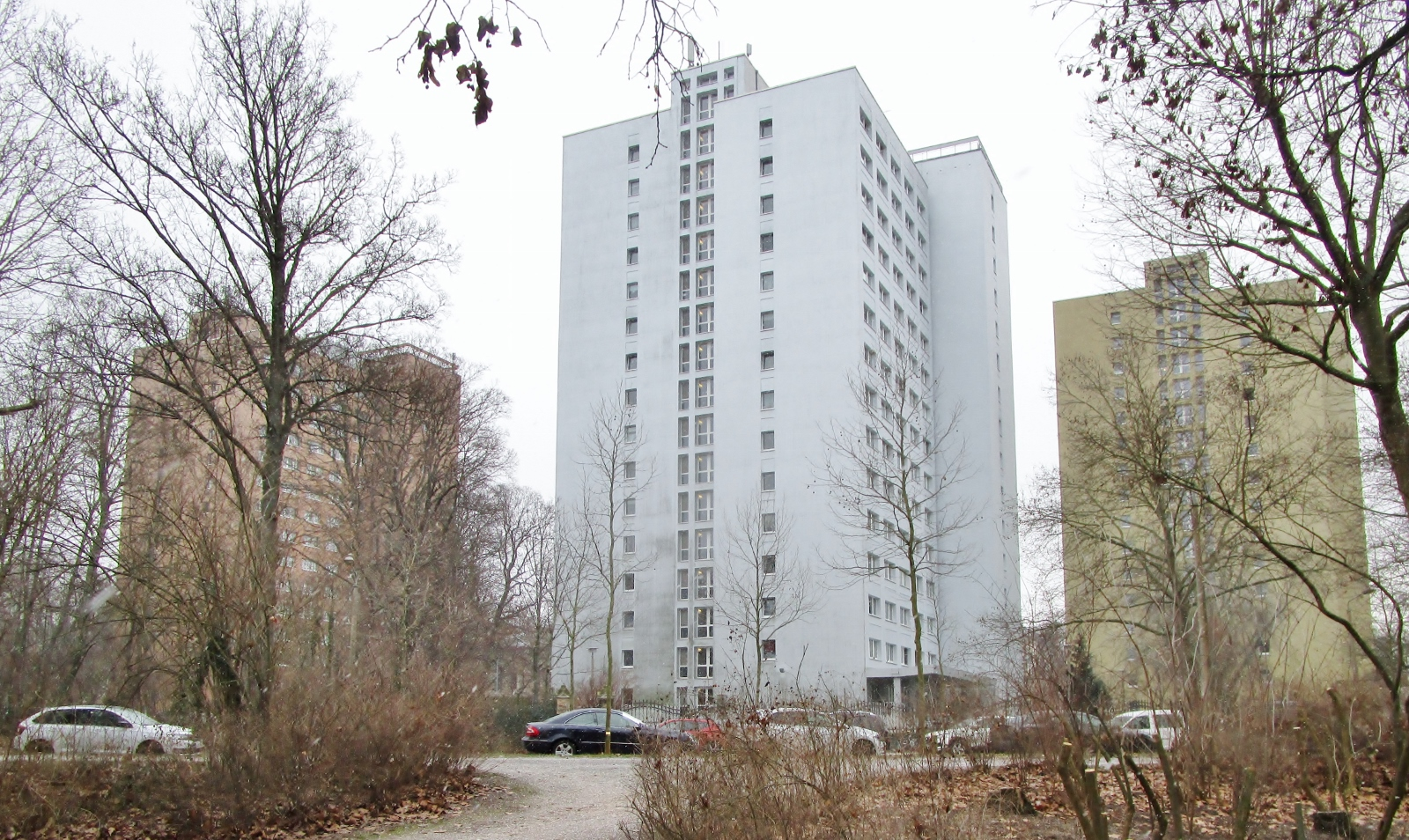
Музикфертель
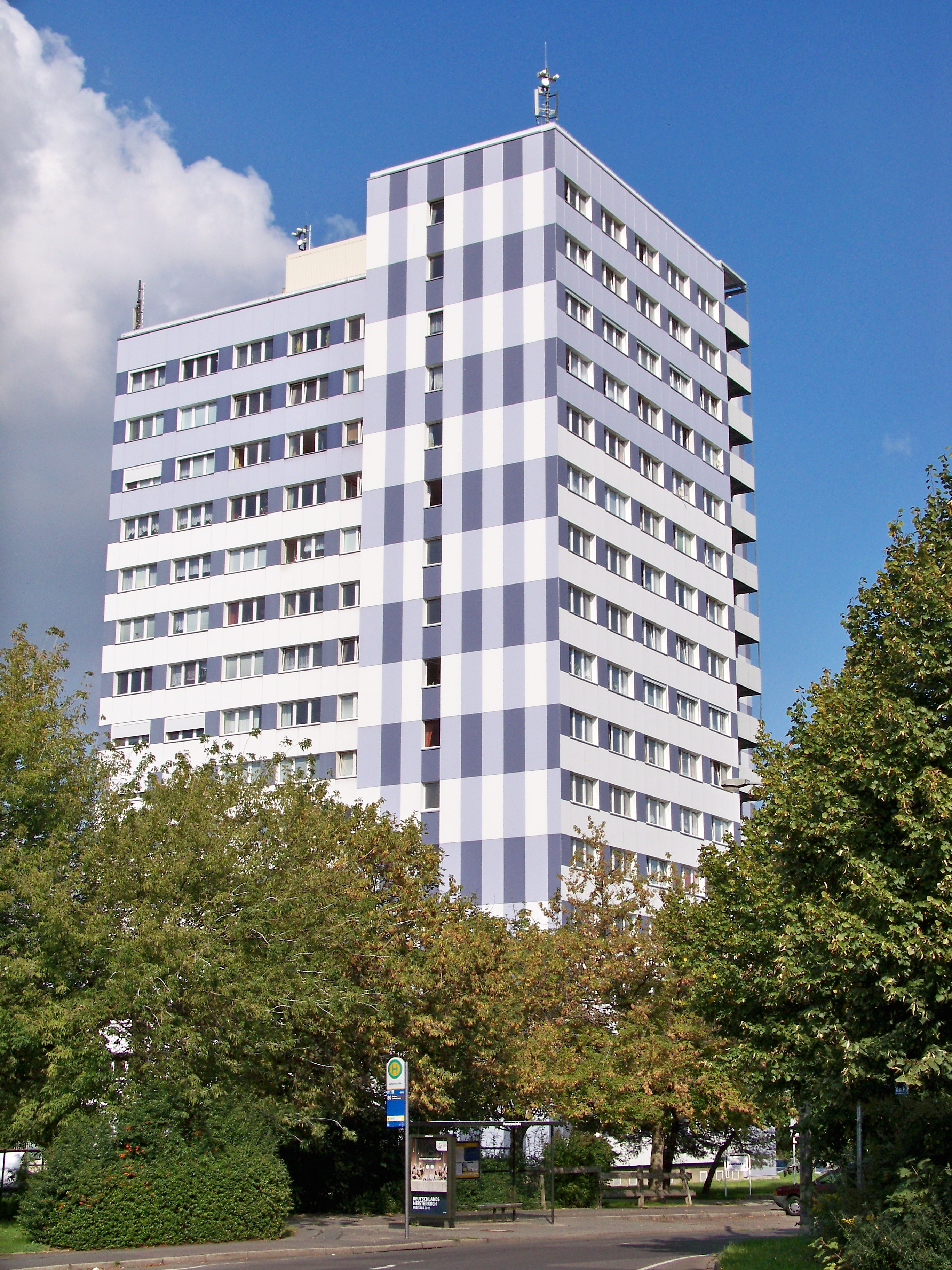
Мокау, вул. Комарова, 1
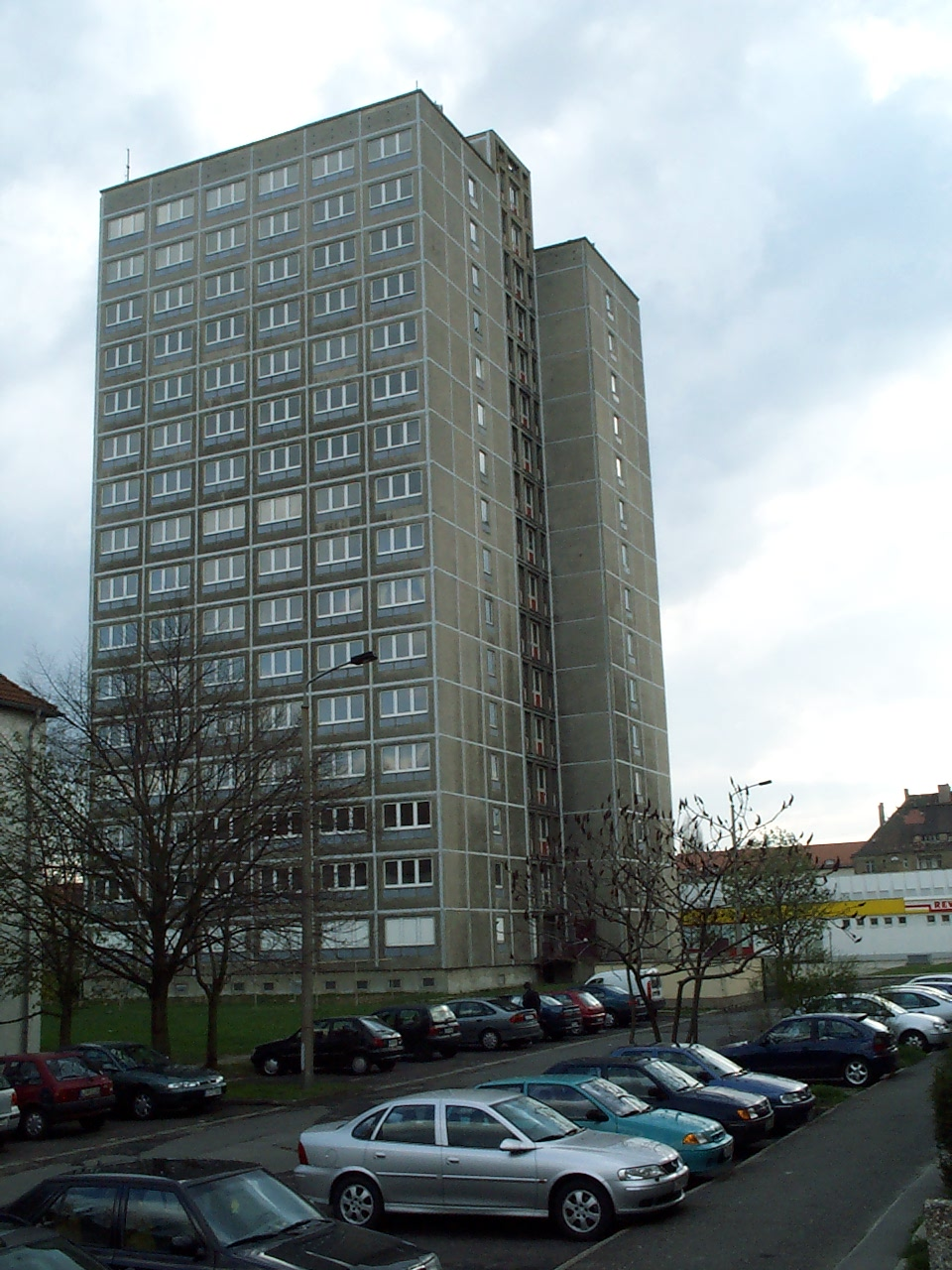
Мокау, вул. Отто Міхаеля, 1, знесений у 2006
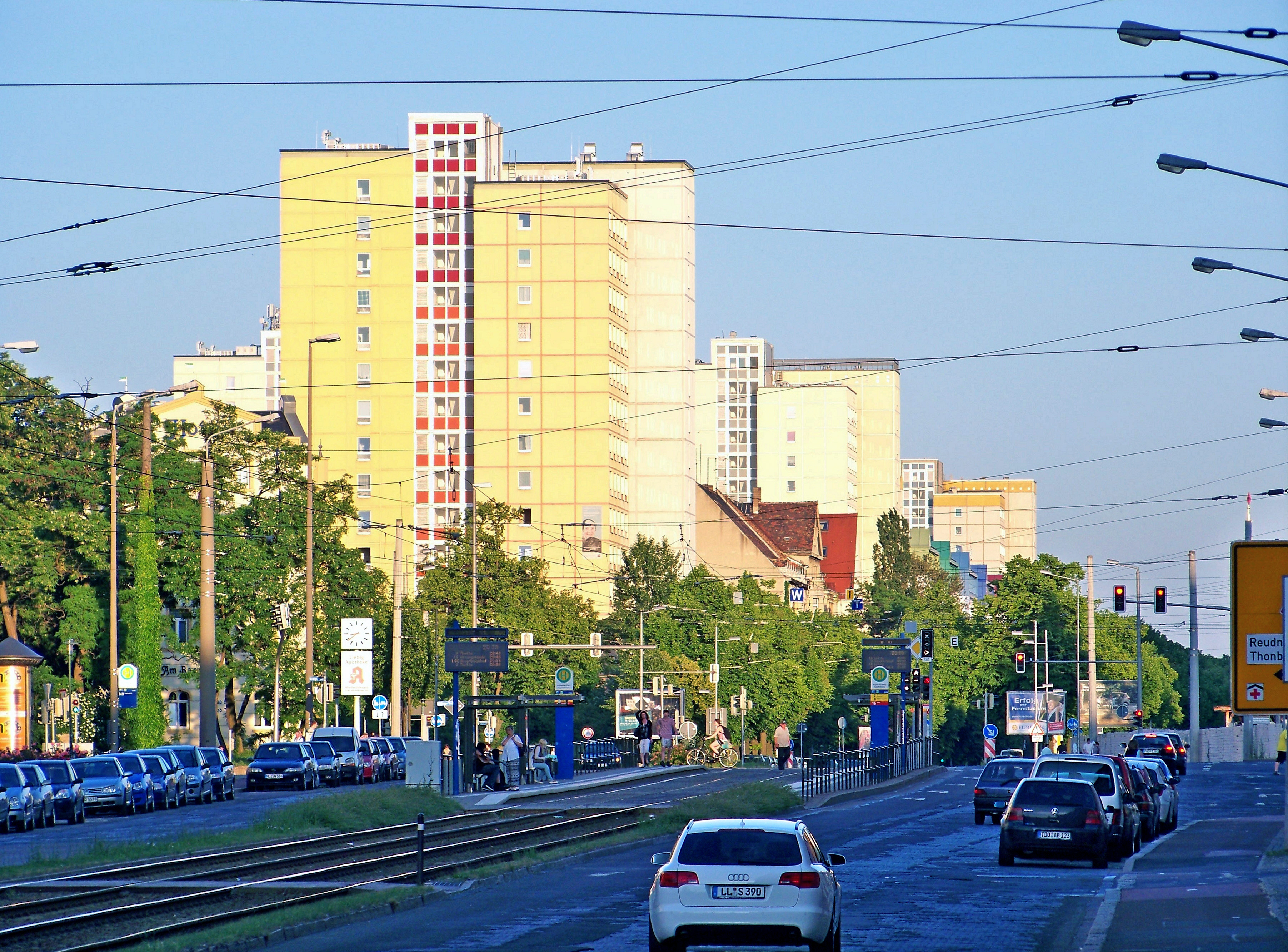
вул. 18 Октября
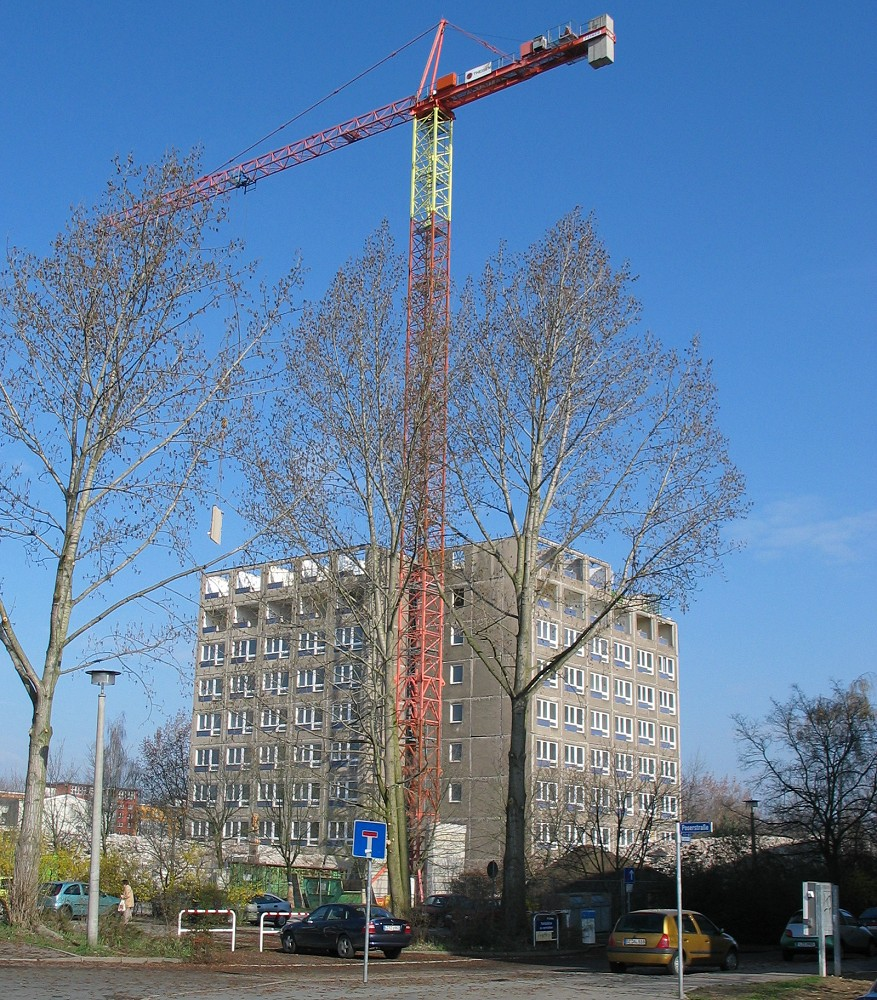
Шонефельд, демонтаж

### Черкаси
Будинок бульвар Шевченка, 200 на розі з вулицею Святотроїцькою побудований у 1977—1978 східнонімецькими будівельниками газогону Оренбург – Західний кордон СРСР.

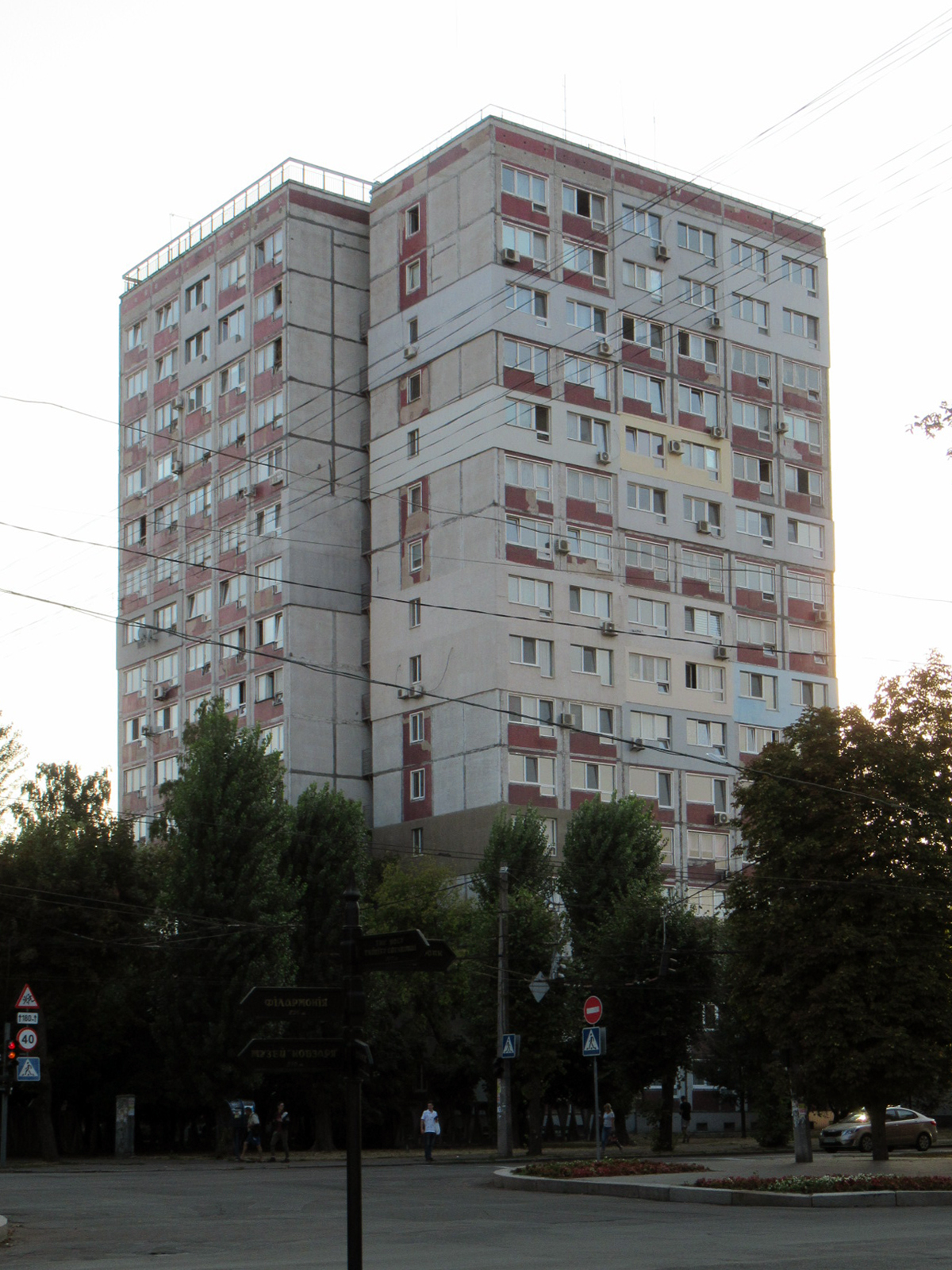
вид з рогу вул. Святотроїцької і бул. Шевченка
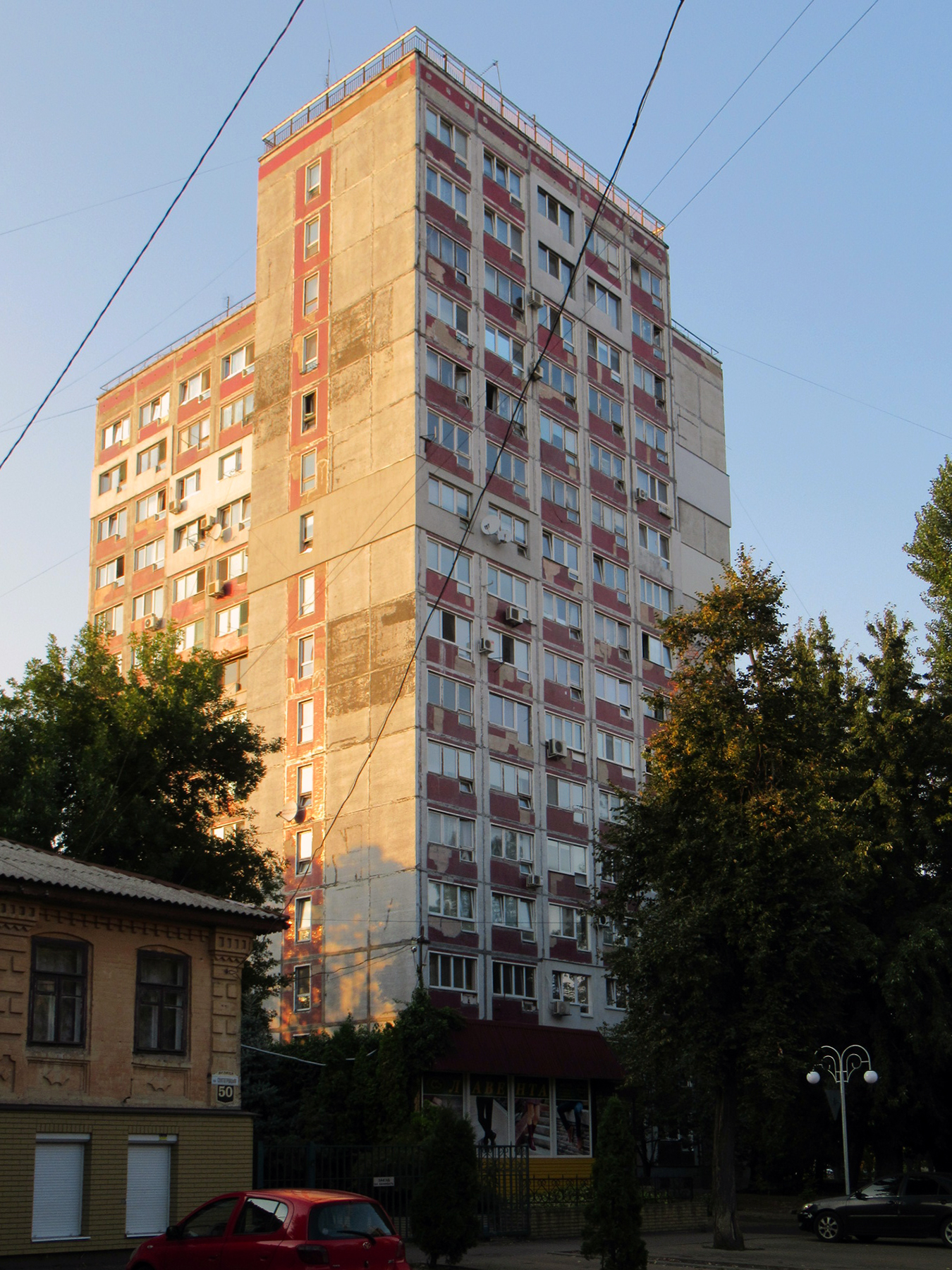
вид з вул. Святотроїцької
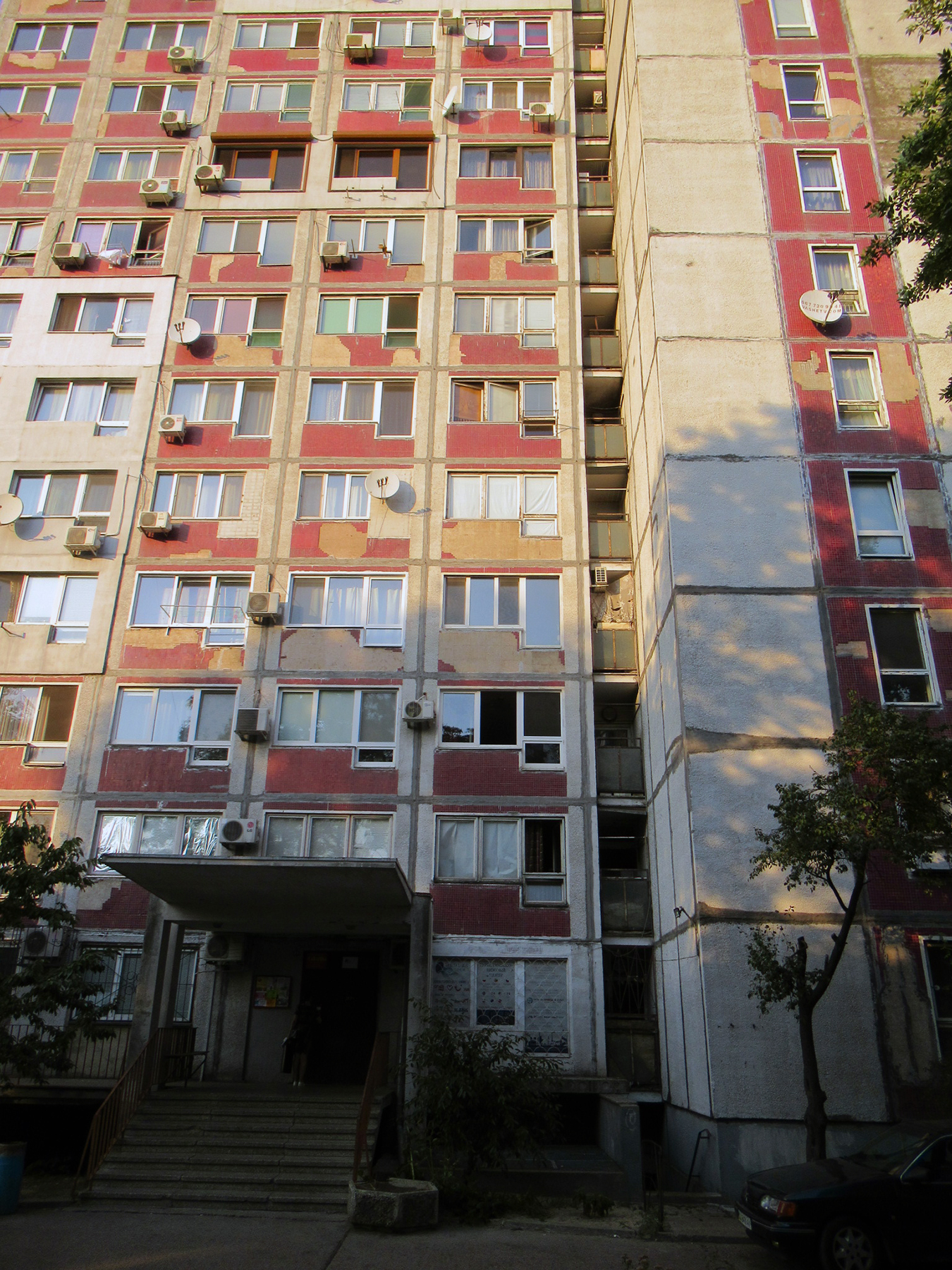
головний вхід
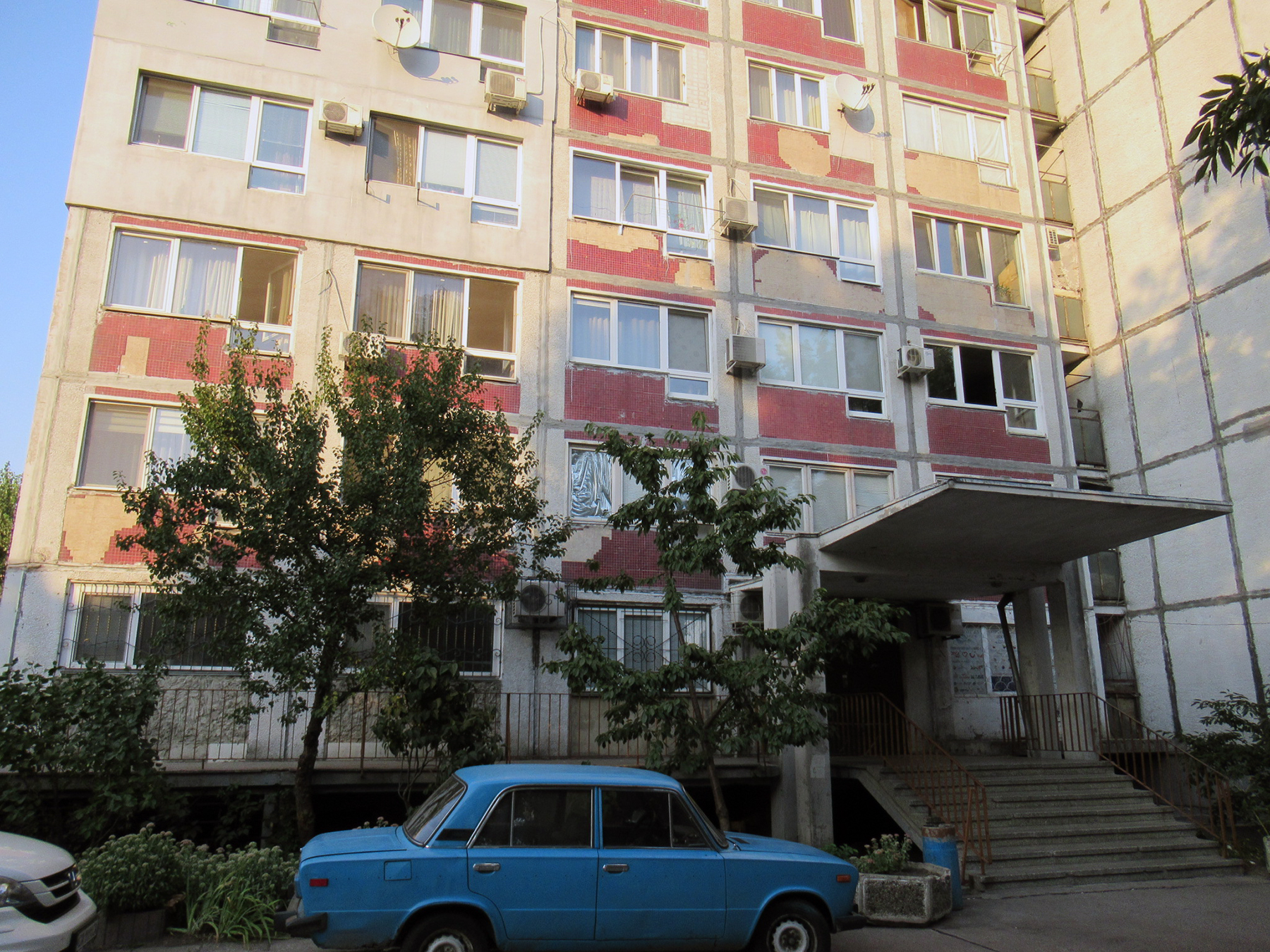
головний вхід
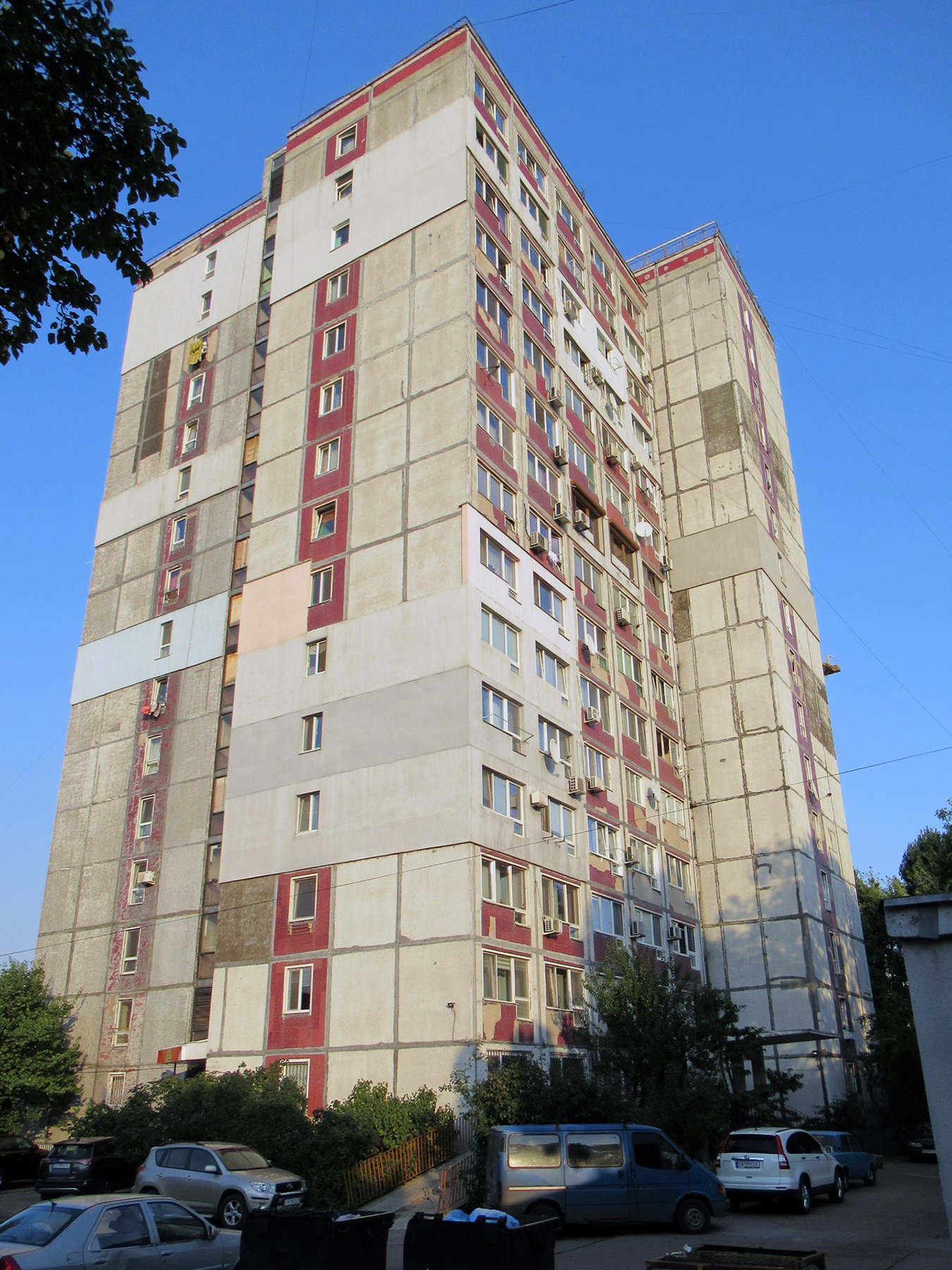
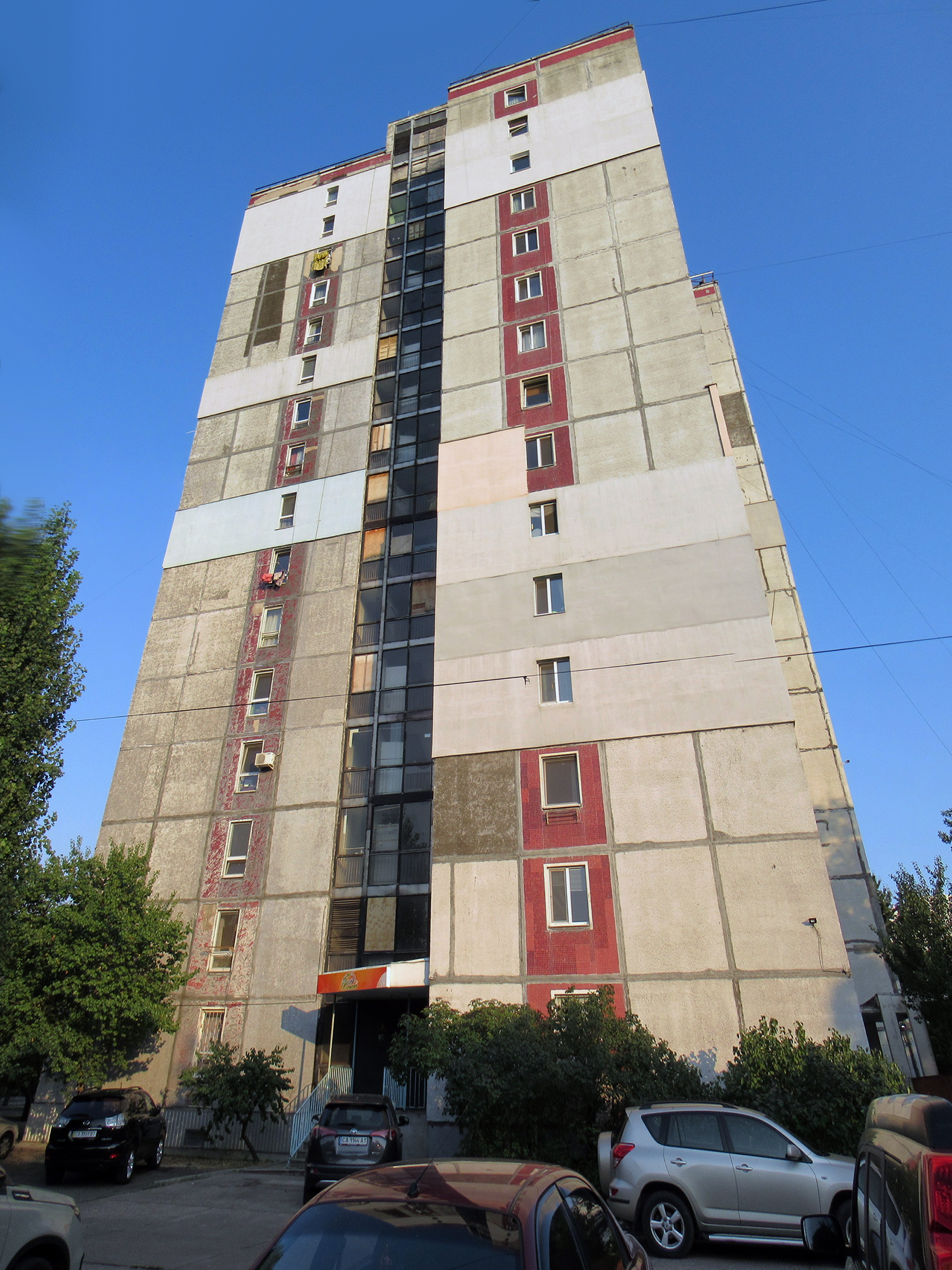
вид з боку чорного ходу
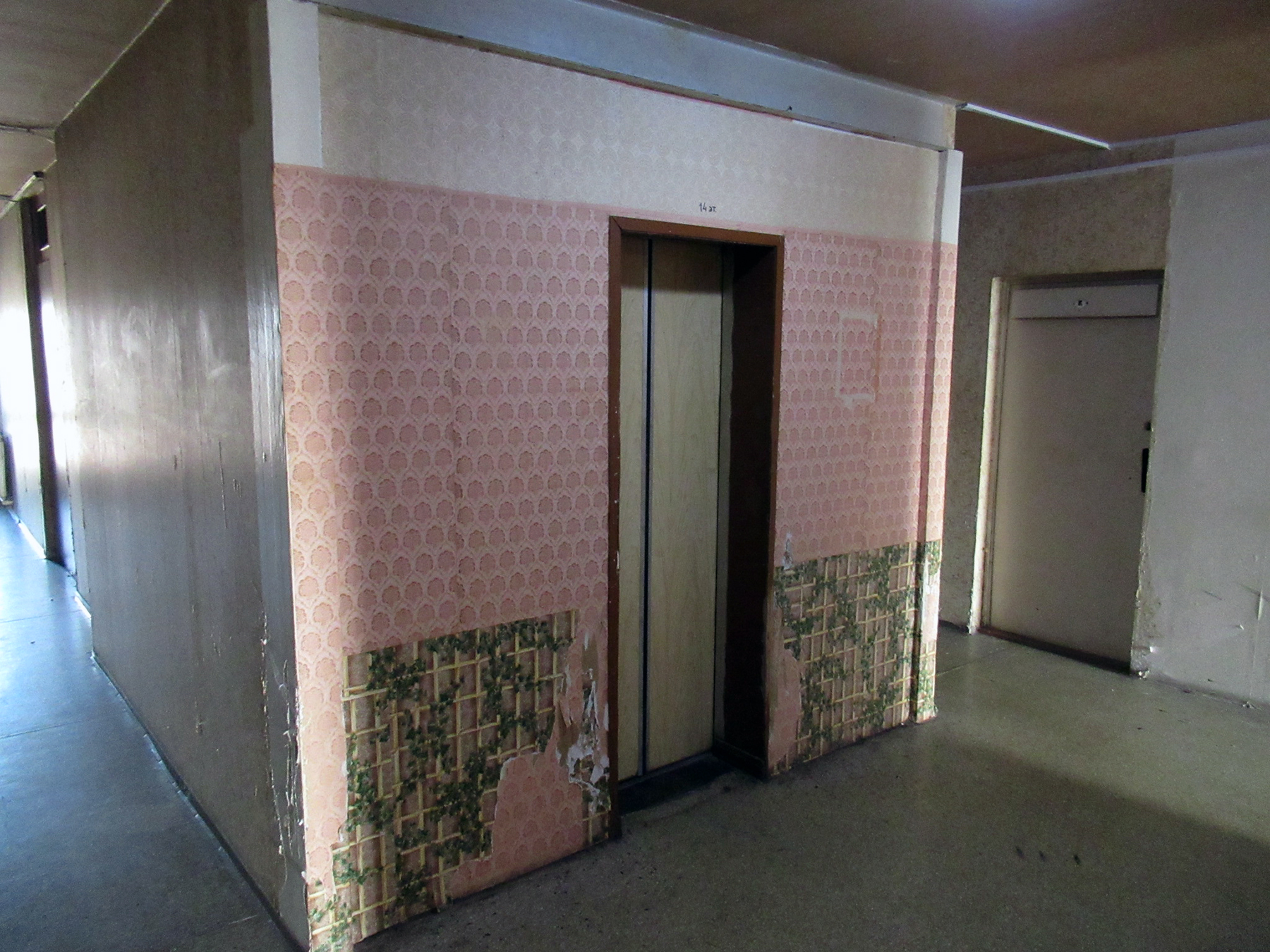
ліфт
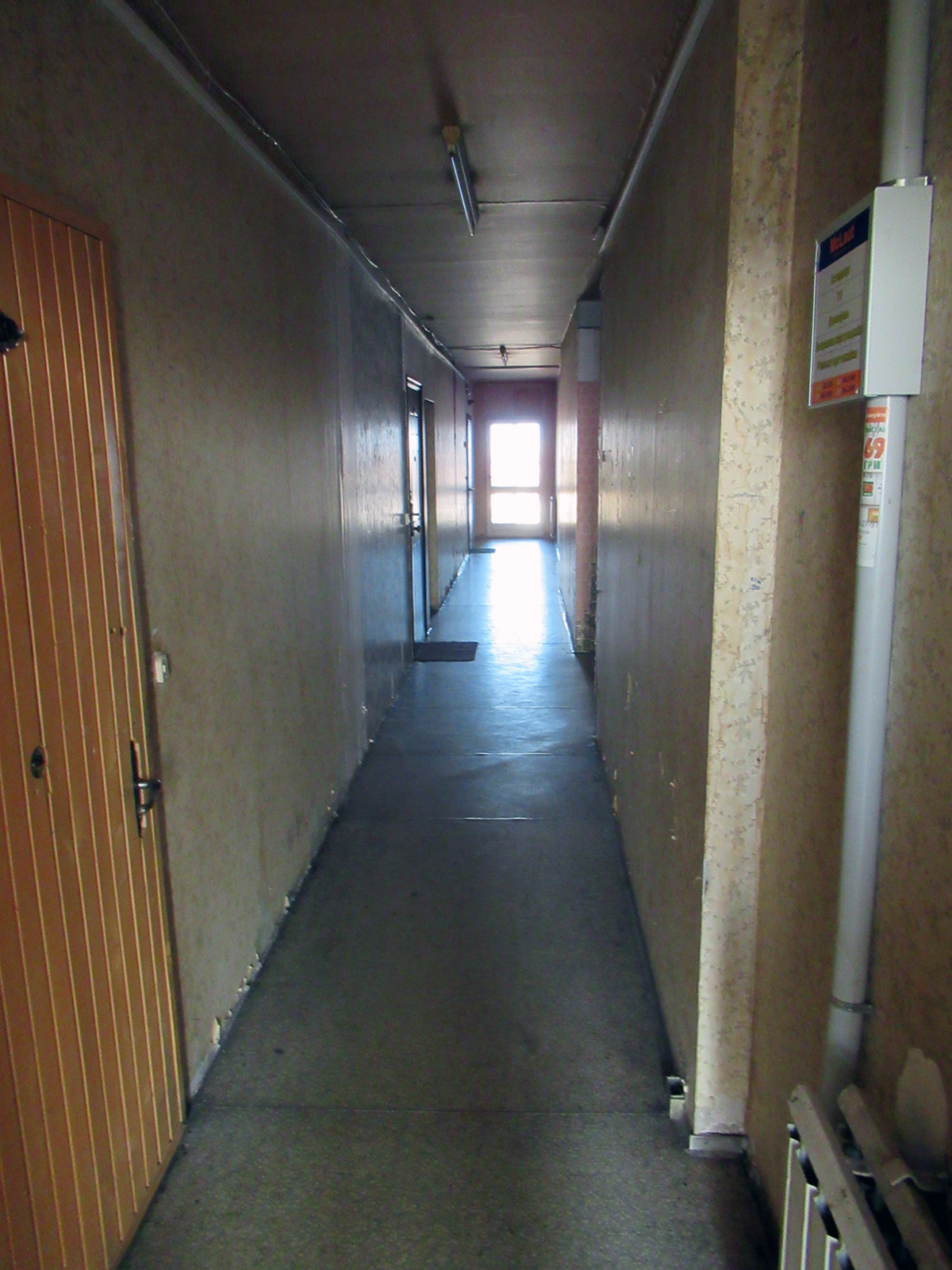
коридор
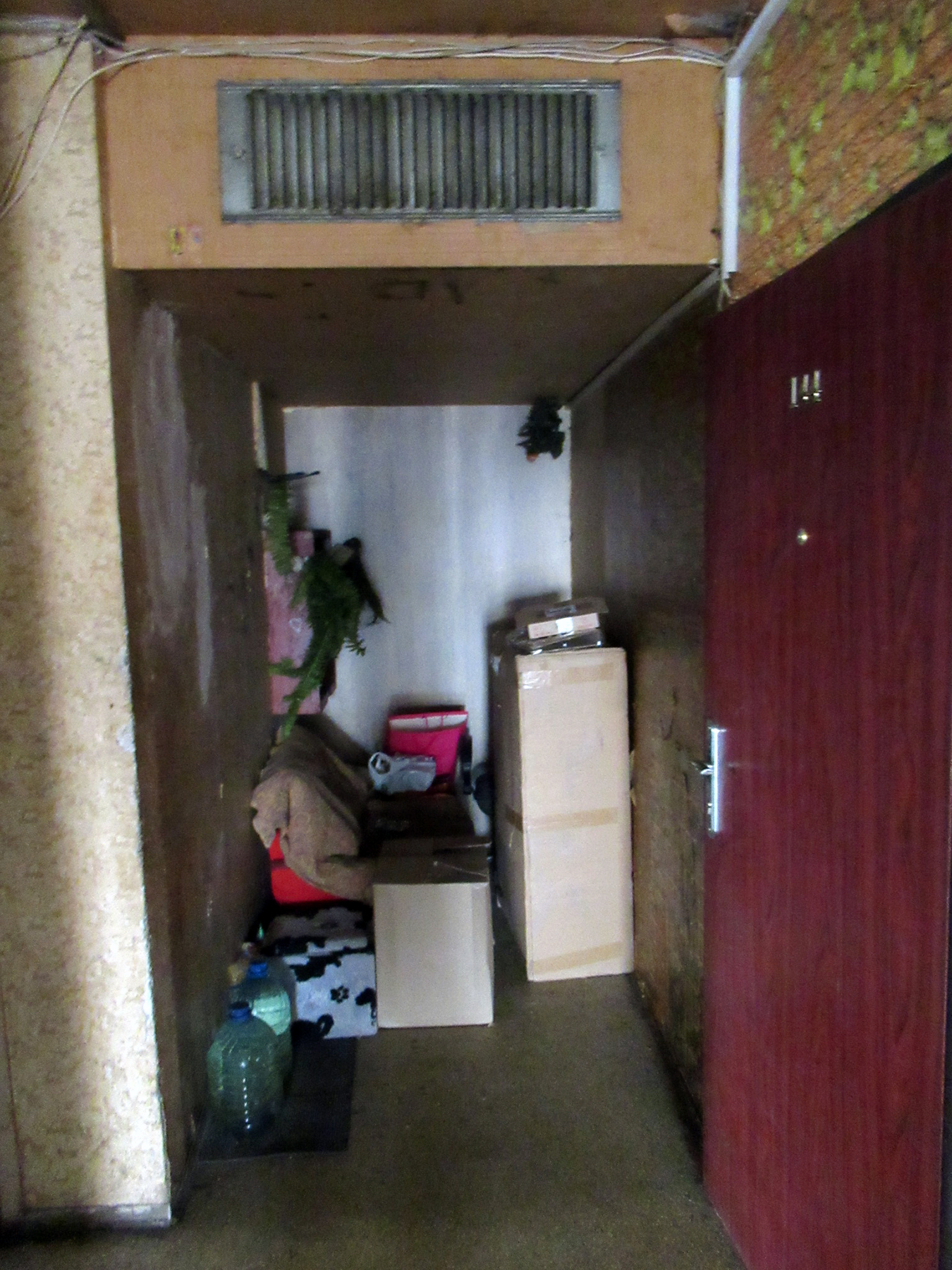
на 15 поверсі
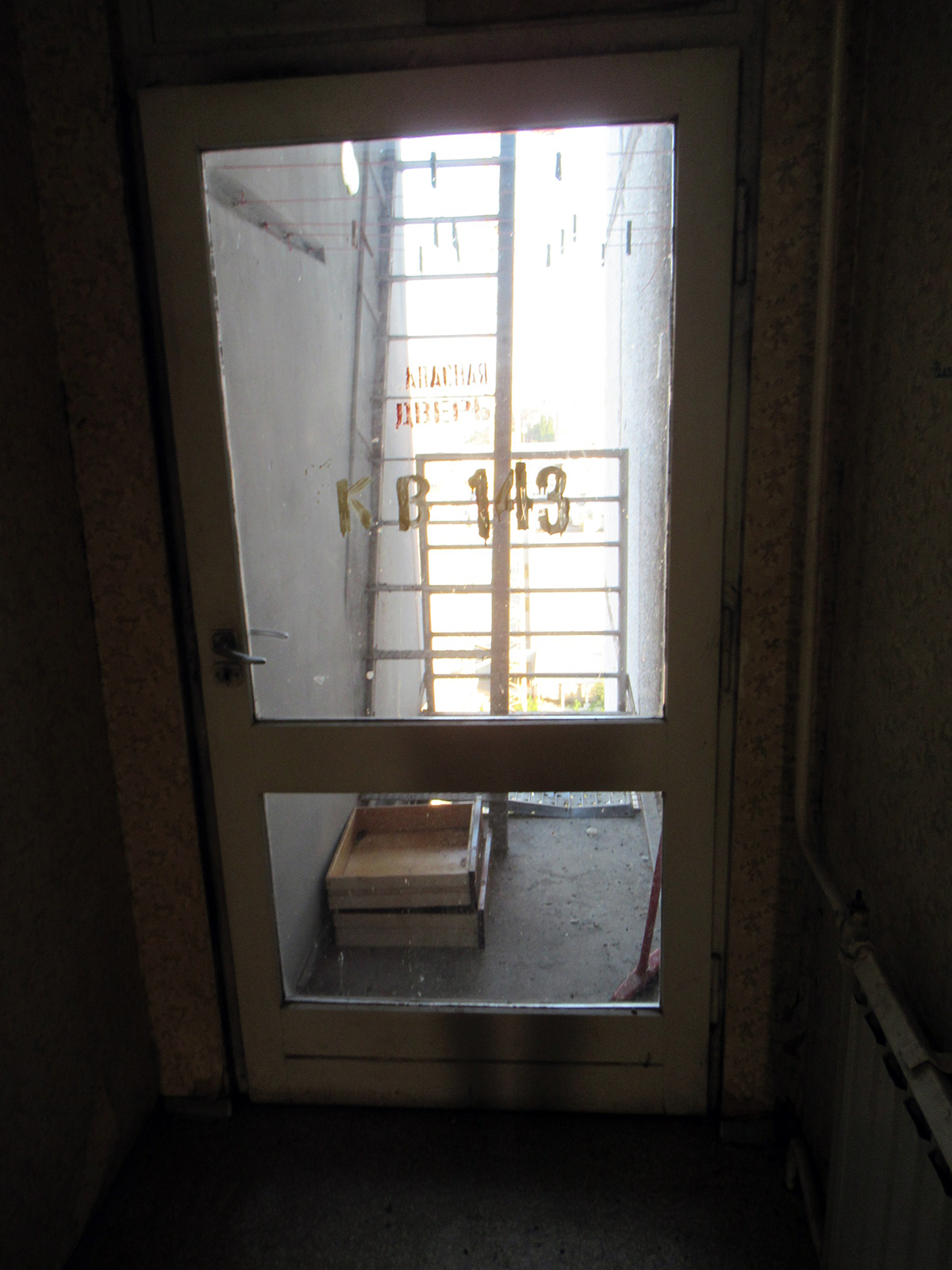
вихід до помешкань на 16 поверсі
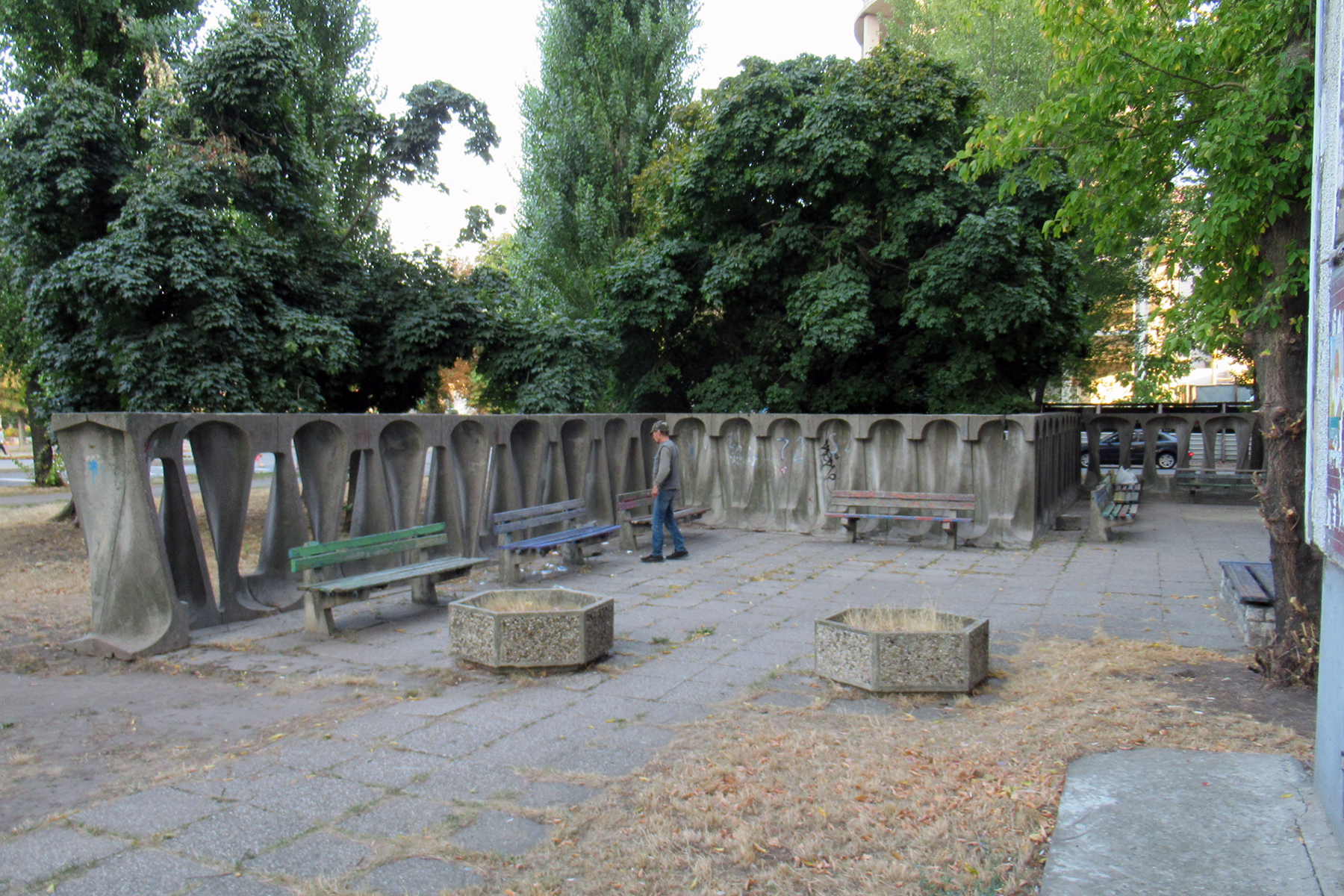
фігурні бетонні елементи у дворі